# Moulins (Allier)
Pour les articles homonymes, voir Moulins.
Moulins-sur-Allier redirige ici.
Moulins, parfois dénommée Moulins-sur-Allier (notamment à la gare SNCF et dans les services de La Poste), est une commune du centre de la France située en région Auvergne-Rhône-Alpes. C'est la préfecture du département de l'Allier et une ville d'art et d'histoire. Son agglomération s'étend le long de l'Allier.
Moulins est historiquement la capitale de la province du Bourbonnais et sous l'Ancien Régime de la vaste généralité de Moulins.
Au dernier recensement de 2022, la commune comptait 19 344 habitants, ce qui la mettait au troisième rang des villes du département derrière Montluçon et Vichy, les deux sous-préfectures. La communauté d'agglomération « Moulins Communauté » comptait 64 963 habitants en 2018.
Ses habitants se nomment les Moulinois.

## Géographie

### Localisation
La ville de Moulins se situe dans le nord du département de l'Allier, en région Auvergne-Rhône-Alpes.
Elle se situe au point de rencontre du Bassin parisien et des contreforts septentrionaux du Massif central, mais le relief n'y est encore que très légèrement vallonné. Moulins se trouve approximativement à la limite entre Bocage bourbonnais à l'ouest et Sologne bourbonnaise à l'est.
Cinq communes sont limitrophes de Moulins.
Les communes limitrophes sont Avermes, Bressolles, Neuvy, Toulon-sur-Allier et Yzeure.
|            | Avermes           |        |
| Neuvy      | Moulins           | Yzeure |
| Bressolles | Toulon-sur-Allier |        |

### Géologie et relief
Le vallonnement est relativement doux, favorisant des routes propices au cyclotourisme, et légèrement plus accentué sur la route départementale 2009 rive gauche allant vers Saint-Pourçain-sur-Sioule, les contreforts montagneux les plus proches étant ceux de la Montagne bourbonnaise. Les espaces boisés sont nombreux.

### Hydrographie

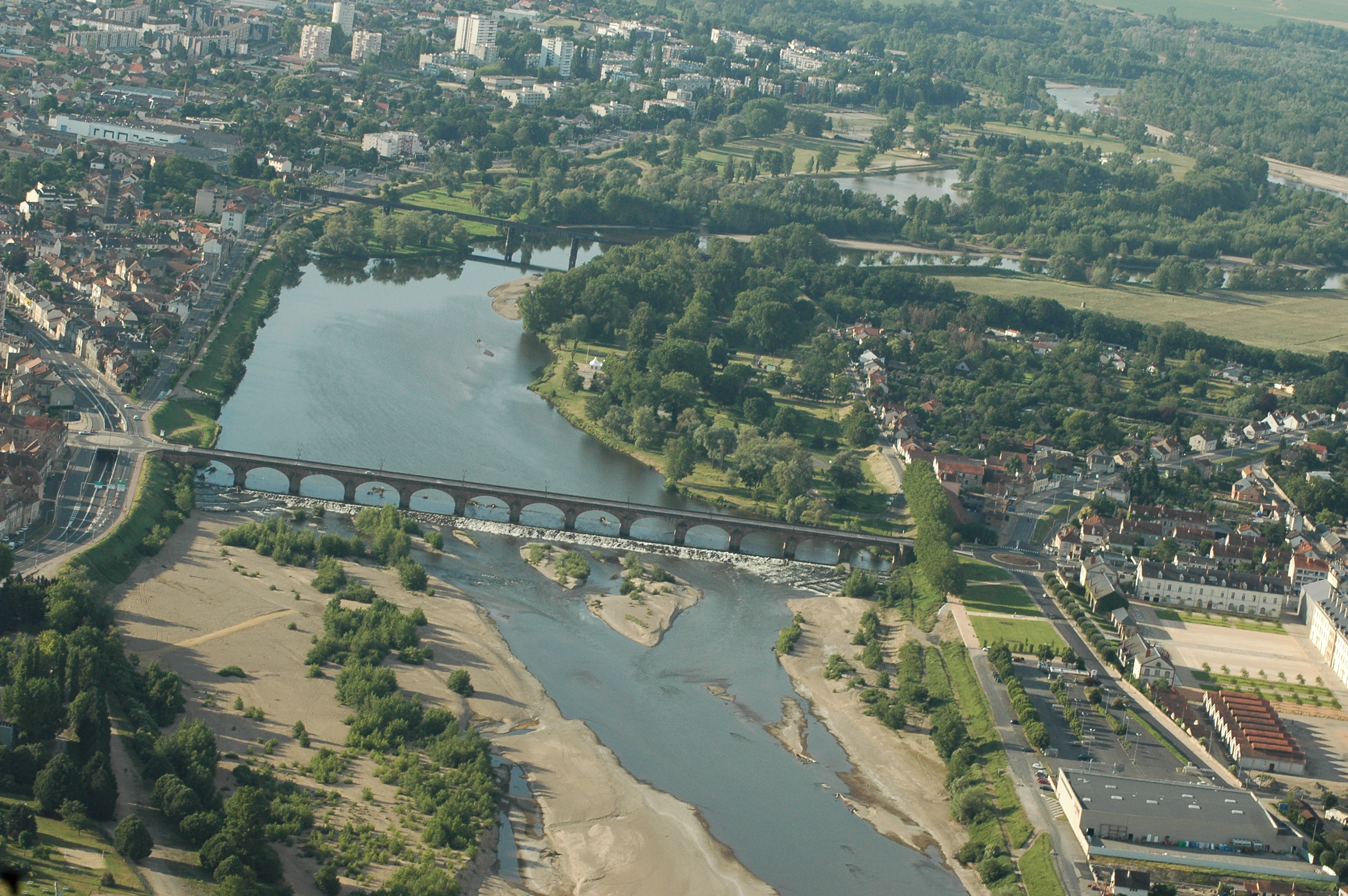
Vue aérienne de Moulins et de la rivière Allier, vers le sud, en 2006. Au premier plan, le pont Régemortes.

Située essentiellement le long de la rive droite de l'Allier, l'une des dernières rivières sauvages d'Europe et affluent de la Loire, Moulins bénéficie d'un environnement agréable.
Le canoë-kayak peut être pratiqué, mais la baignade y est interdite en raison de la dangerosité de la rivière.
La pêche y est autorisée sous conditions dans la rivière et quelques étangs environnants ou de nombreux plans d'eau tels que celui de Messarges, après Souvigny ou de Chapeau, communes proches de Moulins.

### Climat
Pour des articles plus généraux, voir Climat d'Auvergne-Rhône-Alpes et Climat de l'Allier.
En 2010, le climat de la commune est de type climat océanique dégradé des plaines du Centre et du Nord, selon une étude du Centre national de la recherche scientifique s'appuyant sur une série de données couvrant la période 1971-2000. En 2020, Météo-France publie une typologie des climats de la France métropolitaine dans laquelle la commune est exposée à un climat océanique altéré et est dans la région climatique Centre et contreforts nord du Massif central, caractérisée par un air sec en été et un bon ensoleillement.
Pour la période 1971-2000, la température annuelle moyenne est de 11,1 °C, avec une amplitude thermique annuelle de 15,9 °C. Le cumul annuel moyen de précipitations est de 756 mm, avec 11,2 jours de précipitations en janvier et 7,3 jours en juillet. Pour la période 1991-2020, la température moyenne annuelle observée sur la station météorologique de Météo-France la plus proche, sur la commune d'Yzeure à deux km à vol d'oiseau, est de 11,9 °C et le cumul annuel moyen de précipitations est de 795,7 mm,. Pour l'avenir, les paramètres climatiques de la commune estimés pour 2050 selon différents scénarios d'émission de gaz à effet de serre sont consultables sur un site dédié publié par Météo-France en novembre 2022.
| Mois                                  | jan.           | fév.            | mars         | avril         | mai             | juin           | jui.          | août         | sep.            | oct.            | nov.          | déc.           | année     |
| ------------------------------------- | -------------- | --------------- | ------------ | ------------- | --------------- | -------------- | ------------- | ------------ | --------------- | --------------- | ------------- | -------------- | --------- |
| Température minimale moyenne (°C)     | 0,8            | 0,6             | 2,7          | 4,9           | 8,9             | 12,4           | 14,2          | 13,9         | 10,2            | 7,8             | 3,8           | 1,3            | 6,8       |
| Température moyenne (°C)              | 3,9            | 4,6             | 8            | 10,9          | 14,7            | 18,5           | 20,6          | 20,5         | 16,3            | 12,4            | 7,4           | 4,5            | 11,9      |
| Température maximale moyenne (°C)     | 7,1            | 8,6             | 13,2         | 16,8          | 20,6            | 24,6           | 27            | 27,1         | 22,4            | 17              | 11            | 7,6            | 16,9      |
| Record de froid (°C) date du record   | −21 09.01.1985 | −19 05.02.1963  | −12 01.03.05 | −5,3 01.04.20 | −1,2 01.05.1960 | 2,2 02.06.1975 | 5 06.07.1964  | 3 26.08.1966 | −0,9 27.09.1972 | −6,8 30.10.1997 | −9 21.11.1998 | −15,2 26.12.10 | −21 1985  |
| Record de chaleur (°C) date du record | 18,2 01.01.23  | 25,8 28.02.1960 | 26 31.03.21  | 29,6 20.04.18 | 33,2 27.05.05   | 40,9 27.06.19  | 43,2 25.07.19 | 42 09.08.03  | 36,1 10.09.23   | 31,9 02.10.23   | 23,6 08.11.15 | 19 14.12.1989  | 43,2 2019 |
| Précipitations (mm)                   | 60,1           | 49,5            | 51,9         | 64,9          | 81,1            | 70,8           | 67,6          | 63,5         | 67,6            | 70,6            | 83            | 65,1           | 795,7     |

## Urbanisme

### Typologie
Au 1er janvier 2024, Moulins est catégorisée centre urbain intermédiaire, selon la nouvelle grille communale de densité à 7 niveaux définie par l'Insee en 2022.
Elle appartient à l'unité urbaine de Moulins, une agglomération intra-départementale dont elle est ville-centre,. Par ailleurs la commune fait partie de l'aire d'attraction de Moulins, dont elle est la commune-centre,. Cette aire, qui regroupe 64 communes, est catégorisée dans les aires de 50 000 à moins de 200 000 habitants,.

### Occupation des sols

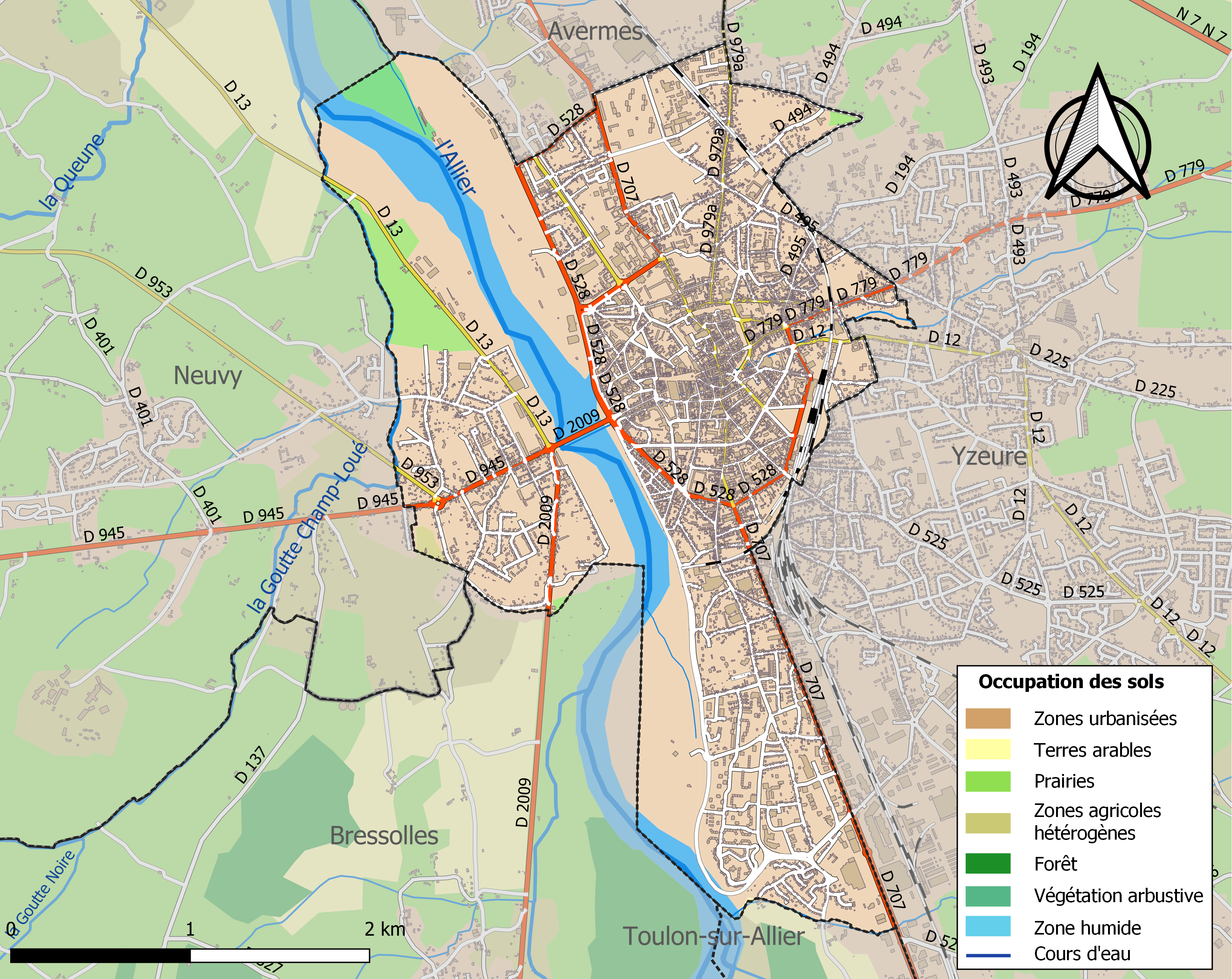
Carte des infrastructures et de l'occupation des sols de la commune en 2018 (CLC).

L'occupation des sols de la commune, telle qu'elle ressort de la base de données européenne d’occupation biophysique des sols Corine Land Cover (CLC), est marquée par l'importance des territoires artificialisés (87,4 % en 2018), une proportion sensiblement équivalente à celle de 1990 (88 %). La répartition détaillée en 2018 est la suivante :
zones urbanisées (70,5 %), espaces verts artificialisés, non agricoles (15,6 %), eaux continentales (8,6 %), prairies (2,7 %), zones industrielles ou commerciales et réseaux de communication (1,3 %), milieux à végétation arbustive et/ou herbacée (1,1 %), zones agricoles hétérogènes (0,2 %), terres arables (0,1 %).
L'IGN met par ailleurs à disposition un outil en ligne permettant de comparer l’évolution dans le temps de l’occupation des sols de la commune (ou de territoires à des échelles différentes). Plusieurs époques sont accessibles sous forme de cartes ou photos aériennes : la carte de Cassini (XVIIIe siècle), la carte d'état-major (1820-1866) et la période actuelle (1950 à aujourd'hui).

### Morphologie urbaine
La structure de Moulins est concentrique, reliée à Yzeure dont le domaine est beaucoup plus vaste en superficie. L'Allier traverse la ville du sud au nord.

#### Point de vue depuis le pont Régemortes
La vue à l'entrée du pont Régemortes en arrivant depuis le côté ouest offre un alignement particulièrement remarquable de quatre flèches issues des deux principaux édifices religieux :
- le double clocher symétrique de la cathédrale, et
- le double clocher symétrique du Sacré-Cœur.

Même si ce dernier est moins haut, l'effet de perspective contribue à ce que les quatre flèches paraissent depuis cet angle de vue de même hauteur.

### Logement
Moulins est constituée en majorité de maisons traditionnelles, dotées d'un seul étage et d'un garage-cave en sous-sol, dont une grande quantité possèdent un jardin potager, fruitier et/ou de fleurs, permettant à la ville de s'accorder avec le charme de son aspect médiéval d'origine, situé au cœur de la ville.
Seuls les Chartreux et quelques tours de huit à dix étages isolées ont été construites dans les années 1960.
Deux des tours ont été détruites depuis peu afin de les reconstruire totalement neuves et moins insalubres qu'avant.
De nouveaux pâtés de maisons ou villas pavillonnaires ont été construits progressivement en périphérie au cours des années, à l'emplacement d'anciennes prairies ou terrains encore en friche.

### Voies de communication et transports

#### Voies routières
Moulins est située sur le tracé historique de la route nationale 7, axe routier principal entre Paris et Lyon avant l'ouverture de l'autoroute A6 dans les années 1960. Elle relie :
- vers le nord : Avermes, Chantenay-Saint-Imbert, Saint-Pierre-le-Moûtier, Nevers, Cosne-Cours-sur-Loire, Briare, Montargis puis Paris ;
- vers le sud : Toulon-sur-Allier, Roanne puis Lyon, permettant aussi de rejoindre Vichy par la rive droite.

Moulins est aussi l'origine de la route nationale 9, aujourd'hui déclassée en départementale 2009, continuant en rive gauche vers Saint-Pourçain-sur-Sioule, Gannat et Clermont-Ferrand.
On rejoint facilement, à partir de la ville ou en contournant celle-ci à l'est par la voie rapide, l'autoroute A77 vers Nevers et Paris, par l'intermédiaire de la RN 7, et l'autoroute A71, via la RN 79 - RCEA (Route Centre-Europe Atlantique), qui permet de relier Montluçon à Mâcon.
Vers l'ouest, les départementales 945 et 953 conduisent aux villes proches de Souvigny, Bourbon-l'Archambault puis à la forêt de Tronçais.
Vers l'est, la D 12 permet de rejoindre Yzeure, Montbeugny et Dompierre-sur-Besbre ainsi que le parc zoologique et d'attractions du Pal, situé à 30 km.
Le territoire communal est également desservi par les routes départementales 494, 495, 528, 707 (ancienne route nationale 7), 779 (ancienne route nationale 79, vers Chevagnes) et 979a (vers Saint-Ennemond) en rive droite et 13 (vers Le Veurdre) en rive gauche.

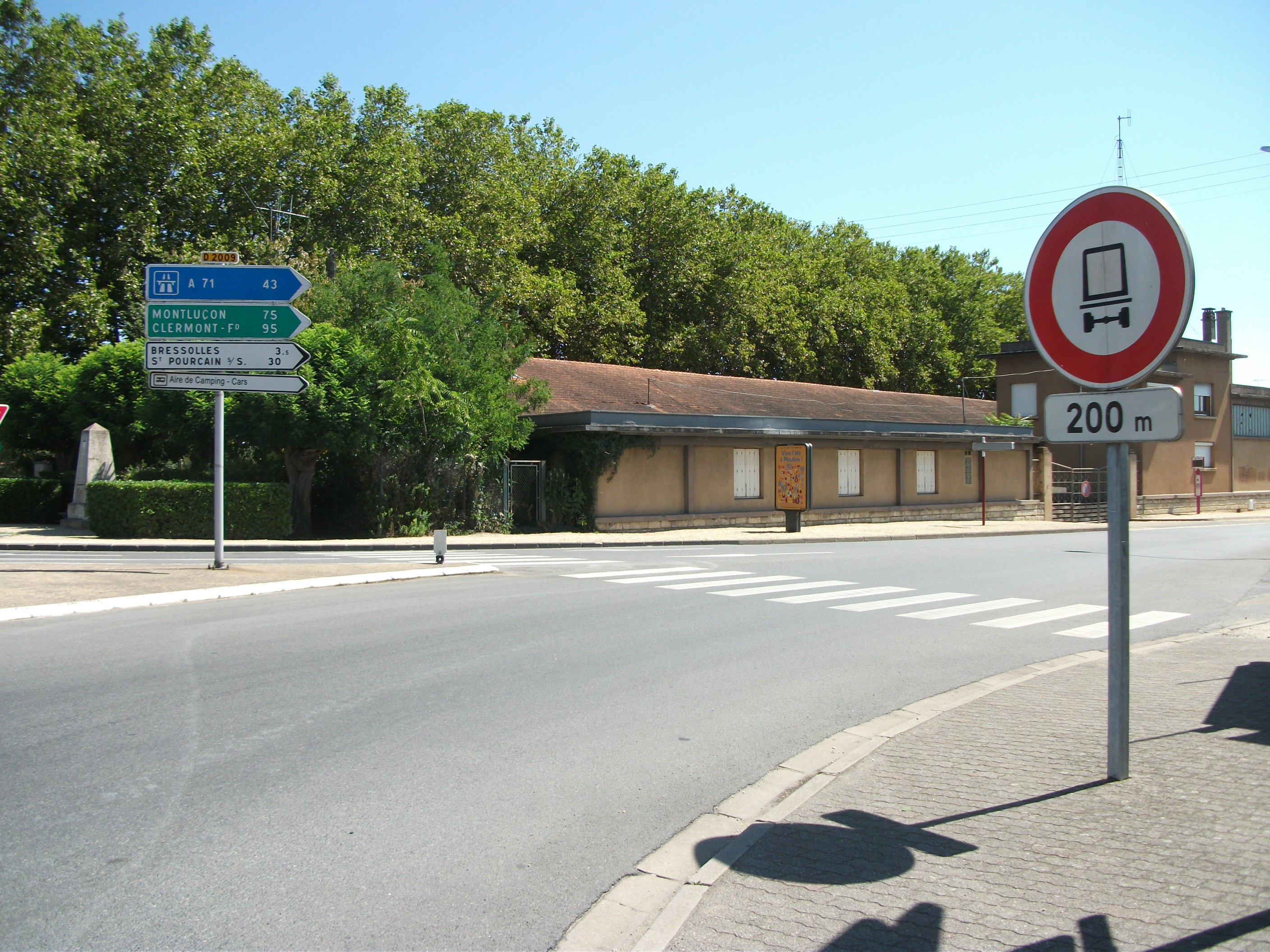
Début de la route départementale 2009.
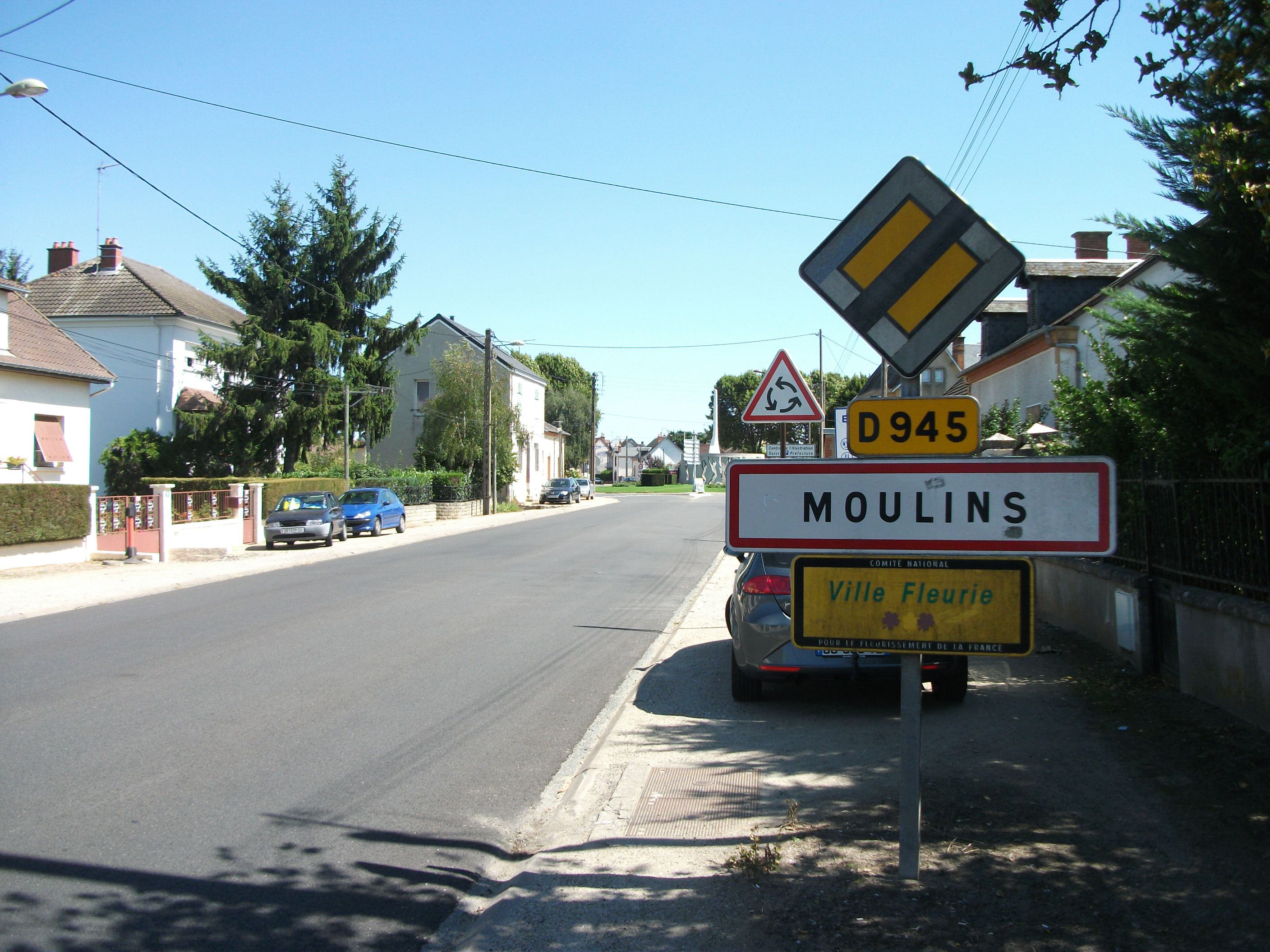
Entrée par la route départementale 945.
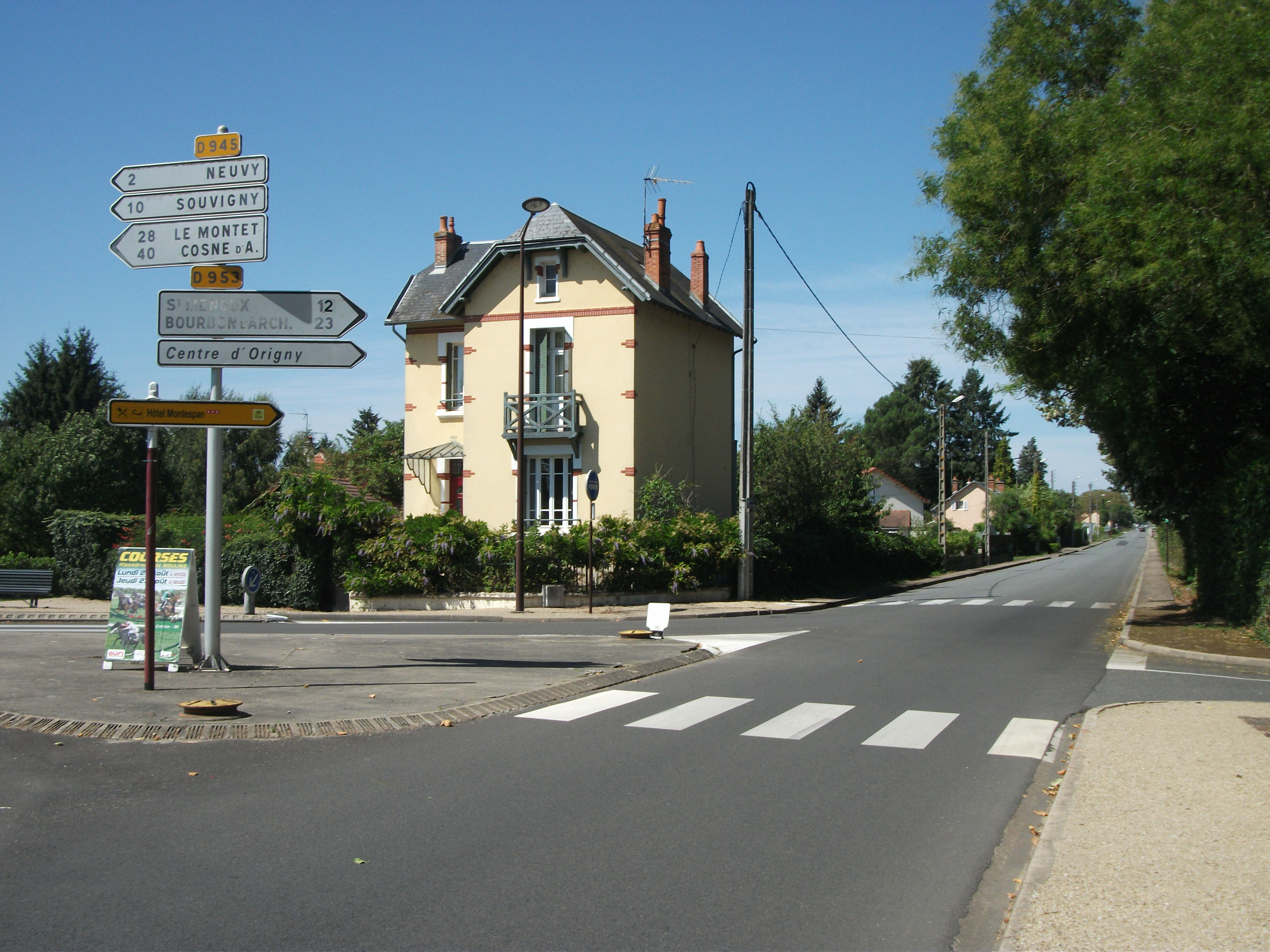
Route départementale 953 en direction de Bourbon-l'Archambault.

Par la route, Paris se situe à 300 km et 3 h 30, Genève à 286 km et 3 h 15, Lyon à 188 km et 2 h, Clermont-Ferrand à 100 km et 1 h 30, Bordeaux à 472 km et un peu plus de 5 h.

#### Aménagements cyclables
Les pistes cyclables sont essentiellement localisées sur les bords de l'Allier, où une piste de trial est également accessible.

#### Transport ferroviaire

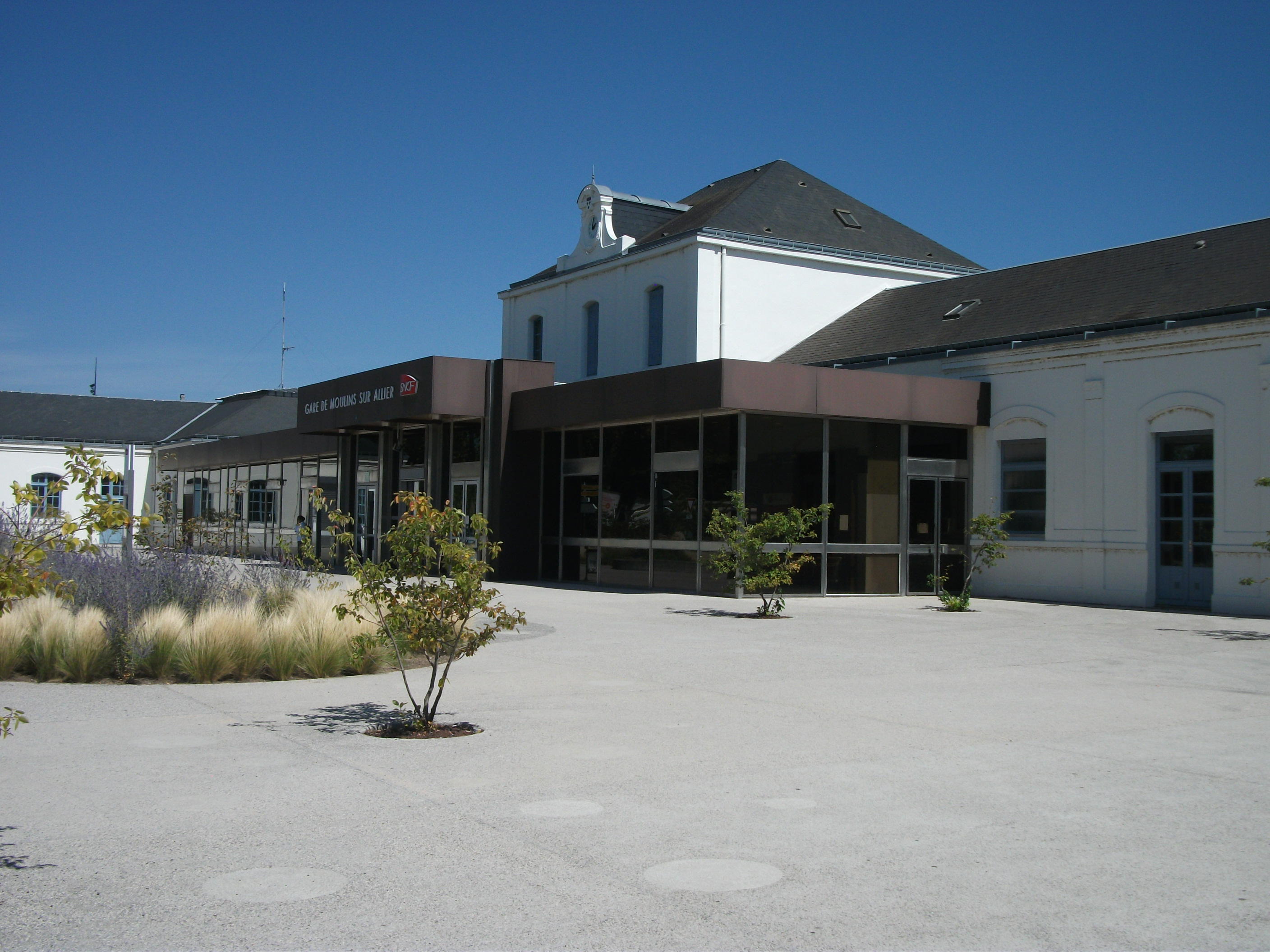
Bâtiment voyageurs de la gare.

La ville dispose d'une gare de moyenne importance appelée Moulins-sur-Allier appartenant à la SNCF, bénéficiant du service d'information en ligne Gares et connexions, desservie par des trains grandes lignes Intercités avec ou sans réservation. C'est aussi une gare du réseau des trains express régionaux d'Auvergne.
Les principales villes accessibles depuis la gare sont :
- Intercités avec réservation (relation de Paris à Clermont-Ferrand) : Paris (Bercy, 2 h 30), Nevers (30 min), Vichy (30 min), Clermont-Ferrand (1 h) ;
- Intercités sans réservation (transversale Nantes – Lyon) : Nantes, Angers, Tours, Bourges, Nevers, Lyon ;
- TER interrégionaux : Tours, Bourges, Paray-le-Monial, Montchanin, Dijon ;
- TER dans la région : tous les trains continuent vers Clermont-Ferrand (en 1 h 5 voire plus en fonction de la desserte), rarement au-delà.

#### Transports en commun

##### Bus
Le réseau d'agglomération de transport urbain par bus, appelé Aléo, est géré par la RATP depuis la rentrée 2010.
Neuf lignes régulières de bus desservent sept communes : Avermes, Bressolles, Moulins, Neuvy, Toulon-sur-Allier, Trévol et Yzeure.
Il y a beaucoup de lignes (A, B, C,... jusqu'à I) traversant Moulins et desservant des arrêts relativement bien placés.
En 2019, Keolis supplante la RATP dans la gestion du réseau de transport urbain de l'agglomération de Moulins.

#### Transport aérien
L'aérodrome de Moulins - Montbeugny, se situe sur la commune de Toulon-sur-Allier et de Montbeugny, au sud de Moulins. Il n'est pas desservi par des lignes régulières.
L'aéroport le plus proche proposant des lignes en France et en Europe est l'aéroport de Clermont-Ferrand Auvergne, distant d'une centaine de kilomètres.

## Toponymie
Le nom de la localité est attesté sous la forme latine villa Molinis en 990.
Du latin molinum « moulin », au pluriel, qui se réfère aux nombreux moulins à eau flottants qui étaient situés sur les berges de l'Allier.

## Histoire
L’histoire de la ville de Moulins est étroitement liée à celle des ducs de Bourbon, puisqu’elle devient la capitale du duché et de ses importantes dépendances en 1327. Cet état de fait perdurera jusqu’en 1523, avec la défection du connétable de Bourbon.

### L'Antiquité

#### Période gauloise (Éduens et Boïens)

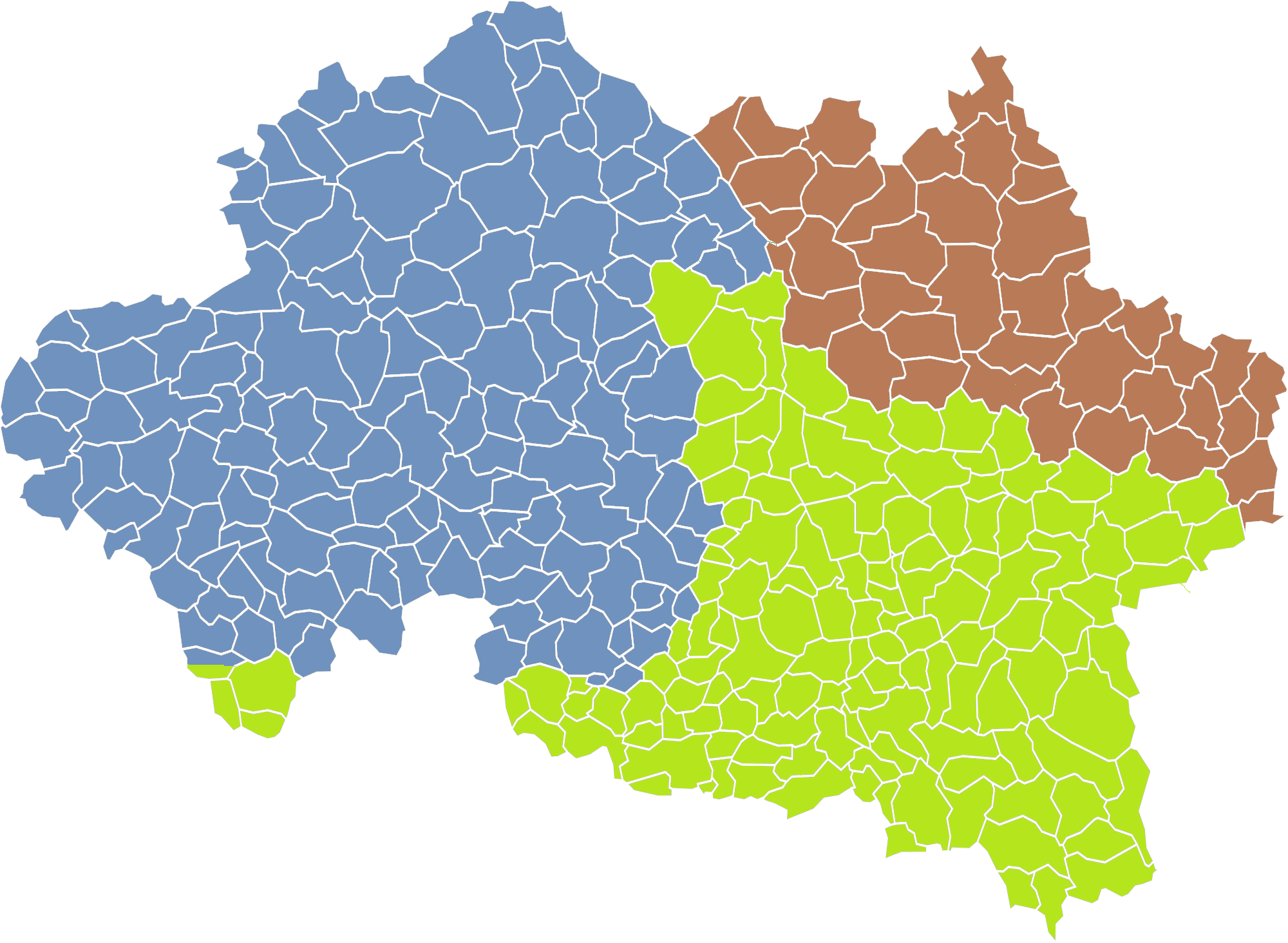
Les peuples gaulois du département de l'Allier. En marron sont les Éduens puis Boïens (avec Moulins), en vert les Arvernes et en bleu, les Bituriges. Ces trois zones seront reprises par la suite pour former au Moyen Âge les diocèses d'Autun (Éduens), de Clermont (Arvernes) et de Bourges (Bituriges).

Durant l'âge du fer, le site de la ville de Moulins est situé au point de rencontre des territoires des peuples gaulois des Éduens (dont Moulins fait partie), des Bituriges (à l'ouest de l'Allier) et des Arvernes (au sud).
Moulins fait partie, comme les autres communes du nord-est du département de l'Allier, du territoire des Éduens. Au sud, la frontière entre Éduens et Arvernes passe entre Toulon-sur-Allier (Éduens) et Bessay-sur-Allier (Arvernes).
Peu avant la guerre des Gaules, les Boïens, peuple celtique venus d'Europe centrale, sont installés dans ce secteur par les Eduens en tant que peuple client. Ce déplacement de population est raconté par Jules César :

« À la demande des Héduens, les Boïens reçurent, à cause de leur grande réputation de valeur, la permission de s'établir sur leur propre territoire ; on leur donna des terres, et ils partagèrent plus tard les droits et la liberté des Héduens eux-mêmes. »

— Jules César, Commentaires sur la Guerre des Gaules, Livre I, 28.

#### La période paléo-chrétienne
Une fois le territoire des Éduens christianisé à la fin de l'époque romaine, il devient le diocèse d'Autun. Moulins restera dans ce diocèse bourguignon jusqu'en 1823, date de création du diocèse bourbonnais de Moulins.

### Moyen Âge

#### Haut Moyen Âge

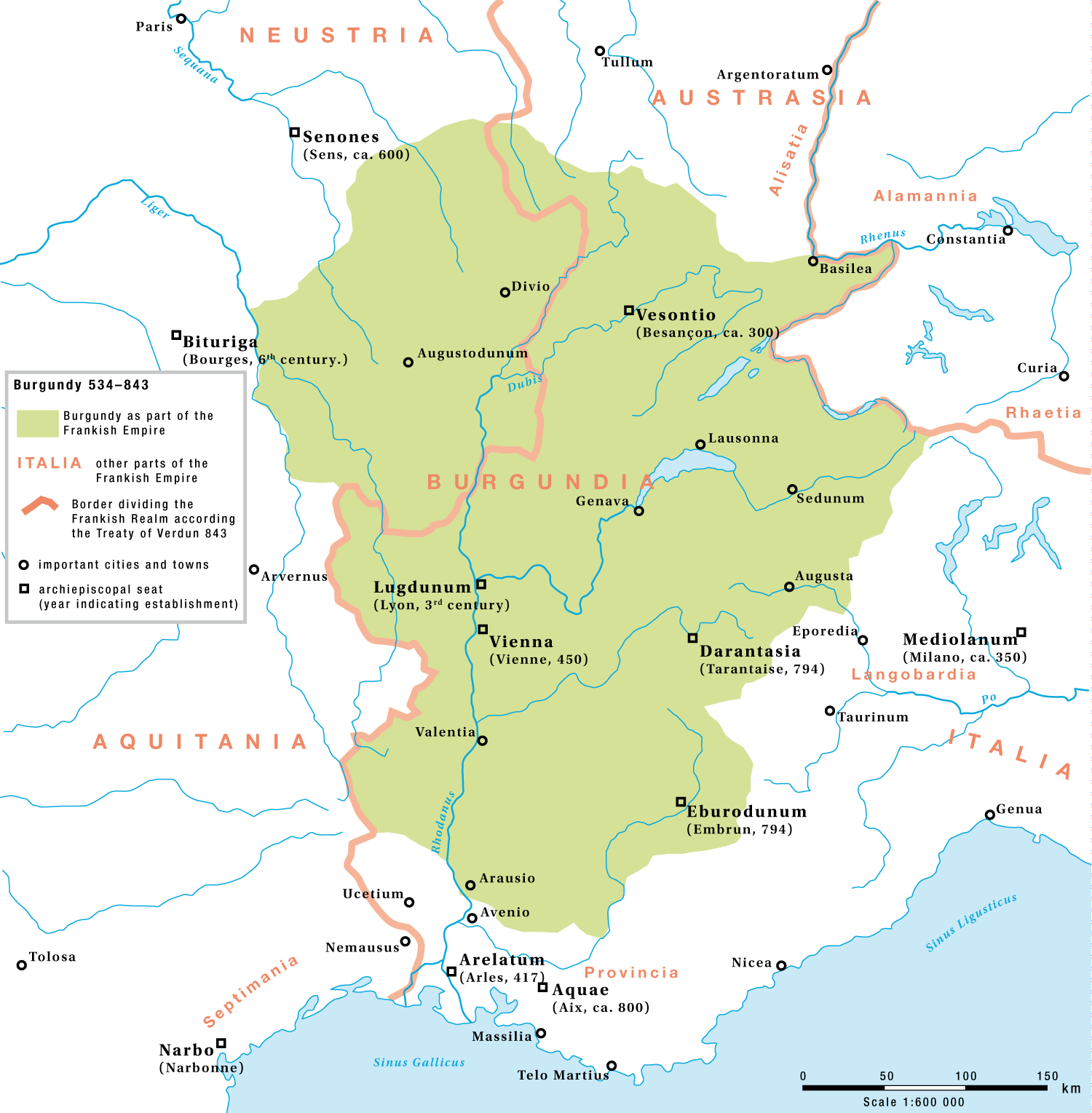
Royaume de Bourgogne sous les carolingiens. Moulins en forme la frontière occidentale sur l'Allier.

Moulins faisant partie du diocèse d'Autun, son territoire va intégrer, comme toute la partie nord-est de l'Allier, le royaume des Burgondes à partir de la fin du Ve siècle. Le secteur de Moulins est la seule partie du département actuel de l'Allier à ne pas faire partie du royaume des Wisigoths contrairement aux parties bourbonnaises qui étaient arvernes et bituriges. Ce royaume burgonde sera, par la suite, intégré au royaume des Francs de la dynastie mérovingienne sous le nom de royaume de Bourgogne. Puis à partir du partage de 843, Moulins et le nord-est de l'Allier est intégré au duché de Bourgogne dans le comté d'Autun.

#### La fondation légendaire
La tradition populaire raconte qu’un sire de Bourbon, perdu après une journée de chasse, aurait trouvé refuge dans un moulin sur les bords de l’Allier. Tombé amoureux de la meunière qui l’avait recueilli, pour justifier ses fréquentes venues, il fit bâtir à l’emplacement actuel du palais ducal un relais de chasse. Une ville se développe autour : ce sera Moulins,.

#### La ville des sires des Bourbon
C’est en 990 qu’apparaît la première mention de Moulins dans un document : à l’occasion de la donation d’une chapelle dédiée à saint Pierre à l’abbaye de Cluny par quatre religieux, les frères Vion, Lambert, Bérard et Guillaume, on apprend que celle-ci se trouve « in villa Molinis ». Cependant, le peuplement des rives de l’Allier en cet endroit est bien antérieur au Xe siècle, mais jusqu’alors, il n’était question que d’Yzeure, tant dans les archives que sur le terrain. En 1097, toujours dans des actes de donation, on parle d’une « capellam de Molinis », puis en 1103, d’une « ecclesiam de Molinis ». L’évolution des structures religieuses tend à indiquer que la ville prend rapidement de l’importance.
En 1232, comme précédemment pour d’autres villes du Bourbonnais, Archambaud VIII, seigneur de Bourbon, (il est cité à tort comme étant Archambaud VI, mort un siècle plus tôt) accorde aux bourgeois de Moulins une charte de franchises, contre une rente annuelle de 200 livres. Cette charte n’est que la confirmation des droits déjà accordés par Archambaud VII (cité à tort Archambaud V), beau-fils de Louis VI le Gros, roi qui fut particulièrement libéral envers les diverses communes de son royaume. Les habitants de Moulins pourront à l’avenir administrer eux-mêmes leur cité : quatre consuls, présidés par un fonctionnaire ducal, seront élus tous les ans. Devenue ville franche, Moulins attire nombre d’étrangers, l’activité économique naît et prend un essor important. Dans le courant du XIIIe siècle, la cité compte quelque mille habitants. En 1244, la contribution annuelle de 200 livres est supprimée, remplacée par une « taxe de bourgeoisie » : tous les habitants sont dans l’obligation de s’acquitter d’un montant variant de 2 à 6 sols, selon leurs revenus.
En 1327, la seigneurie du Bourbonnais est érigée en duché par le roi de France Charles IV le Bel. Louis Ier le Grand, premier duc de Bourbon, réside peu à Moulins, de même que son fils et successeur, Pierre Ier. Le duché n'avait pas alors de capitale fixe : la famille, originaire de Bourbon-l'Archambault, résidait aléatoirement dans cette même ville, à Moulins, Souvigny ou Chantelle. Les travaux qu’ils entreprennent sont minimes : édification des soubassements de la Malcoiffée, le donjon du palais ducal, pour le premier ; autorisation de l’installation du couvent des Carmes, plus vieil établissement religieux de la ville, pour le second.

#### Capitale des ducs de Bourbon
C’est avec Louis II le Bon que Moulins devient effectivement capitale du duché, et, comme lieu de résidence des ducs, de facto la capitale des territoires sous leur administration :

« Nostre ville de Molins en laquelle nous, nostre très chière et très aimée compaigne la duchesse et nos enfants vous acoustumés de faire notre demeure plus souvent et continuellement que autre part, nous ou eulx estans en notre païs de Bourbonnois. »

Durant son règne, et sous ses ordres, s’élèvent l’hôpital Saint-Nicolas, qui vient s’ajouter à l’hôpital Saint-Julien, fondé au XIIIe siècle, la première collégiale Notre-Dame, la première enceinte, dont les cours actuels Anatole France et Jean Jaurès rappellent l’emplacement. En 1369, il crée à Moulins l’ordre de l'Écu d'or, et en 1370 celui de Notre-Dame du Chardon, dont Du Guesclin sera le récipiendaire le plus connu. Enfin, en 1374, il fonde la Chambre des Comptes de Moulins. En 1400, Moulins compte 5 000 habitants. En 1407, une crue de l'Allier détruit tous les ponts desservant la ville.
Le duc s’éteint en 1410 au château de Montluçon.
Jean Ier lui succède. En 1412, s’étant engagé aux côtés des Armagnac, Moulins est assiégée, sans succès, par les Bourguignons. En 1429, alors qu’il est prisonnier des Anglais — le duché est dirigé par son épouse Marie de Berry — Jeanne d'Arc vient séjourner à Moulins et se recueillir auprès de la Vierge Noire. En témoigne une plaque commémorative (récente) posée à l’angle de la rue d’Allier et de la rue de la Flèche.
De 1434 à 1456, le duc de Bourbon est Charles Ier.
Jean II, surnommé le Bon, comme son aïeul, œuvra lui aussi pour sa capitale. À la fin de la guerre de Cent Ans, il fait édifier une seconde collégiale, en remplacement de la première, un premier Jacquemart (beffroi). On peut encore observer des maisons de cette époque dans le vieux Moulins (Hôtel Demoret, rue Grenier et rue de Orfèvres). La cour ducale est brillante et réputée. Au nombre des artistes qui y séjournent, on compte Michel Colombe, Jean de Rouen, et même François Villon, en 1457. Lorsque Jean II participe à la Ligue du Bien public en 1465, le roi Louis XI assiège et prend sa capitale. Mort en 1488, sans héritier légitime, ses successeurs sont ses frères : Charles II, cardinal archevêque-comte de Lyon, qui abdique rapidement, et Pierre II.

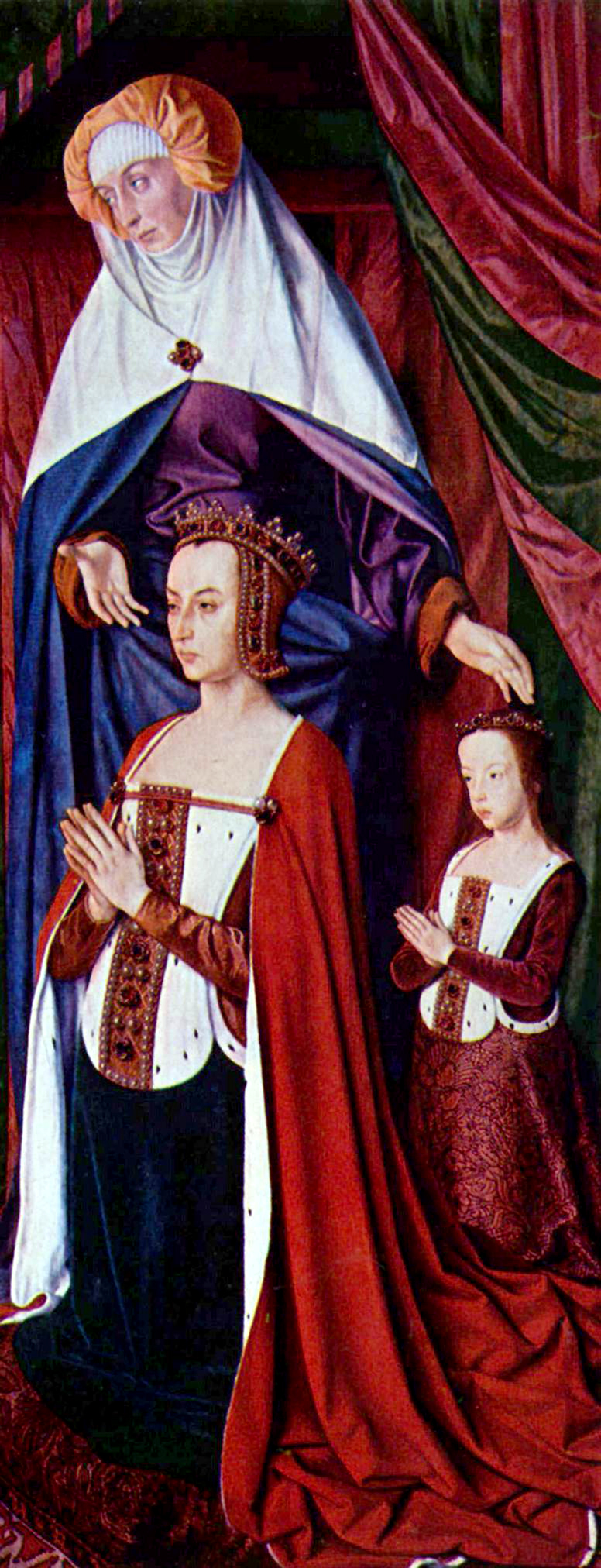
Anne de France et sa fille Suzanne de Bourbon, priant.

C’est à l’époque de Pierre II, sous les auspices d’Anne de France, son épouse et fille de Louis XI, que la renommée de Moulins et la puissance de la famille ducale atteignent leur apogée, même si la peste ronge la ville avec virulence dès la fin du XVe siècle, et ce jusqu’au milieu du XVIe siècle. On y peint le fameux triptyque du Maître de Moulins, la duchesse fait réaménager l’aile nord du palais ducal (l’actuel pavillon Anne de Beaujeu), on y rédige Les enseignements d'Anne de France à sa fille Suzanne de Bourbon. L’administration ducale, réorganisée et modernisée, compte près de 1 650 fonctionnaires, rien que dans Moulins.
En 1494, Charles VIII projette d’envahir l’Italie, et pendant qu’il reste à l’étranger, il confie la famille royale et le gouvernement de la France au duc, qu’il nomme lieutenant-général du royaume. Pierre II ne va pas s’installer à Paris, mais, avec la famille royale, reste à Moulins, qui devient alors la véritable capitale du pays. Il restitue ses pouvoirs, en 1495, à Lyon, au roi. En 1503, le duc meurt. Sa fille, Suzanne, devient duchesse de Bourbon, jusqu’à son mariage avec Charles de Montpensier, en 1505, qui deviendra Charles III de Bourbon.
Pendant le règne de Charles III, Anne de France conserve une très grande influence sur les affaires du duché. En novembre 1518, les notables de Moulins, de leur propre chef, élisent un maire, Jean Chanteau, secrétaire de la duchesse douairière. L’habile choix de ce premier maire, et sa prestation immédiate de fidélité auprès du chancelier ducal conduisirent la duchesse Anne, au mois de décembre de la même année, à accorder une charte municipale qui entérine ce droit pour la ville,. Les maires, élus tous les deux ans, seront responsables du pavage, des ponts, de la surveillance du port, de la propreté des rues, de l’approvisionnement du marché, des impositions locales et du bon fonctionnement des assemblées.

### XVIesiècle: Rattachement à la Couronne

#### Après le duché, un gouvernement, une généralité

Généralité de Moulins (1587-1789).

En 1523, le connétable de Bourbon, Charles III, trahit le roi de France, François Ier, en se ralliant à Charles Quint. Tous ses domaines, le Bourbonnais, le Forez, la Marche, l’Auvergne, et bien d’autres sont mis sous séquestre. Son procès, commencé en 1527, aboutit, en 1531, à la confiscation de tous ses biens par la couronne.
Moulins est déchue de son statut de capitale. Sa Chambre des comptes est supprimée en 1532, ses archives sont versées à celles de la Chambre des comptes de Paris. Cependant, en raison des prétentions territoriales que sa mère avait eu sur le Bourbonnais, François Ier s’emploie à faire de Moulins le centre administratif d’une province royale. Un gouverneur du Bourbonnais est nommé ; le premier est Jean Stuart, duc d’Albany, en 1531.
En 1548, c’est à Moulins qu’a lieu le mariage de Jeanne d'Albret, héritière de Navarre, et d’Antoine de Bourbon, duc de Vendôme. En 1551, la ville reçoit un présidial, qui gagne en importance en 1657 avec la suppression de celui de Montluçon. En 1587, elle devient le siège d’une généralité, qui regroupe le Bourbonnais, le Nivernais et la Marche.
À la mort d’Henri II, en 1559, le Bourbonnais devient le douaire des reines de France, et ce jusqu’en 1659. En 1587, le roi Henri III, en récompense de la fidélité de Moulins pendant les troubles qui agitent le royaume, prévoit d’y installer un Parlement ; mais un pamphlet, Remontrances très humbles contre l’établissement demandé d’un Parlement à Moulins, fait avorter le projet.
Du 22 décembre 1565 au 23 mars 1566, le roi Charles IX, à l’occasion de son grand tour de France, séjourne, avec toute la cour, à Moulins. Le futur Henri III y est fait duc de Moulins et l’édit de Moulins est publié. Il réglemente le domaine royal, et est parfois considéré comme une source historique du domaine public.
La population ne cesse de croître, à tel point qu’à partir de 1536, une seconde enceinte est érigée, pour protéger tous les faubourgs qui s’étalaient au-delà de la première muraille de Louis II.
En juin 1562, au début des guerres de Religion, les huguenots tentent de s’emparer de Moulins, pour densifier le réseau des forteresses qui sont en leurs mains. Commandés par François Poncenat et M. de Saint-Auban, ils assiègent la place, qui est défendue par Jean de Marconnay, seigneur de Montaret. Apprenant l’arrivée imminente de troupes envoyées par le gouverneur de Nevers à celui de Moulins, et face à la résistance qu’oppose la ville au siège, les réformés battent en retraite. Cet événement conduit à une violente réaction dans les campagnes avoisinantes : tous ceux qui auraient soutenu les Huguenots, ou qui en seraient, sont massacrés.
Après l'assassinat de son époux le roi Henri III en 1589, ne pouvant habiter le château de Chenonceau alors criblé de dettes, la reine-douairière Louise de Lorraine se retire au château de Moulins où elle meurt en 1601.

### XVIIesiècle

#### Le catholicisme prépondérant
Moulins n'avait pas alors de paroisse propre et dépendait des paroisses Saint-Pierre d'Yzeure et Saint-Bonnet, mais la ville possédait une importante collégiale, Notre-Dame. La ville se trouvait dans le diocèse d'Autun et l'évêque d'Autun y était représenté par un official et/ou un vicaire général.
Après le concile de Trente, et avec la Contre-Réforme catholique, un très grand nombre de couvents et monastères s'installent à Moulins. De trois établissements religieux avant 1600, on en compte treize à la fin de ce siècle : Carmes (1352), Jacobins (1515), Clarisses (1521), Capucins (1601), Augustins (1615), Ursulines (1616), Visitandines (1616), Minimes (1621), Chartreux (1622 et 1660), Carmélites (1628), Bernardines (1649), Filles de la Croix (1682). En 1604, par lettres patentes, le roi Henri IV autorise la fondation d'un collège jésuite. Enfin, la ville accueillit deux visitandines renommées : Jeanne-Charlotte de Bréchard qui y implanta la Visitation, et sainte Jeanne de Chantal, fondatrice de l'ordre, qui y mourut au cours d'un voyage en 1641.

#### L'absolutisme

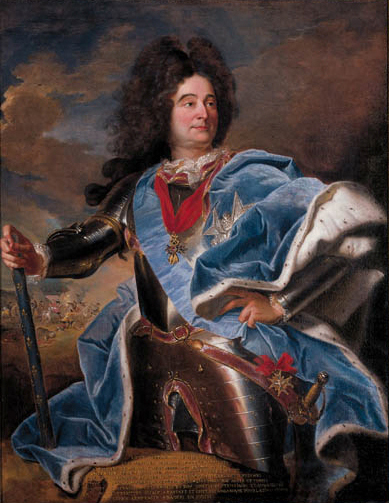
Claude Louis Hector de Villars.

Dès le début du XVIIe siècle, les prémices de l'absolutisme se font sentir et Moulins devient une terre d'exil. Le 18 novembre 1632, Marie-Félicie des Ursins, l'épouse du duc Henri II de Montmorency, qui vient d'être exécuté à Toulouse pour crime de lèse-majesté, arrive à Moulins pour être retenue captive dans l'ancien palais ducal. Rapidement, elle est rendue à la liberté et séjourne régulièrement au monastère de la Visitation de Moulins. Elle tient en grande estime sa supérieure, la mère Jeanne-Charlotte de Bréchard Inspirée par ses enseignements, elle se retire au couvent en 1634 et y devient religieuse en 1641 (l'année même où meurt dans ce même couvent de Moulins la fondatrice de l'Ordre, Jeanne de Chantal). Elle fera construire un mausolée, à côté du couvent, où seront déposés la dépouille mortelle de son mari et son propre corps, à sa mort. Après la disgrâce du surintendant des Finances Nicolas Fouquet, sa famille, dont son épouse, Marie-Madeleine de Castille, est envoyée en exil à Montluçon, puis à Moulins et enfin à Souvigny.
En 1653, naît à Moulins Claude Louis Hector de Villars, qui deviendra en 1733 maréchal général des camps et armées du roi. Son père étant alors en exil (il était notamment haï de Louvois), sa mère s'était retirée chez sa tante, Mme de Saint-Géran, épouse de Jean-François de La Guiche, gouverneur du Bourbonnais, à Moulins.
Un autre militaire naît à Moulins ; il s'agit de Jacques Fitz-James, duc de Berwick, en 1670, qui deviendra maréchal de France.

#### Développement industriel
Au XVIIe siècle, la population continue de croître et l'industrie se développe. Les rives de l'Allier sont urbanisées, avec l'expansion de la batellerie. La coutellerie de luxe et l'industrie armurière de Moulins connaissent leurs heures de gloire. La première s'éteindra avec la Révolution, et donc la fin de la haute noblesse, la seconde ne survivra pas à l'avènement des armes à feu. D'après le journal de Jean Héroard, médecin attaché à la personne du dauphin puis roi Louis XIII, on apprend qu'en 1603 la ville de Moulins offre au dauphin, qui est âgé de deux ans, sa première armure. Sous le règne d'Henri IV, on entreprend d'établir une industrie séricicole à Moulins, comme en beaucoup d'endroits du royaume. Enfin, durant la seconde moitié du siècle, des travaux d'embellissement de la ville sont effectués, avec notamment l'aménagement des cours de Bercy et d'Aquin.
Le 22 avril 1654, Louis XIV modifie les critères d'admission au sein du conseil municipal, « afin de remédier aux brigues, cabales et monopoles pratiqués, depuis quelques années, dans la ville de Moulins, pour l'élection du maire » : seuls des notables pourront y siéger. Par un édit d'août 1692, il crée les charges de maires perpétuels, non élus, qui doivent être achetées, dans le but de renflouer le Trésor et soutenir l'effort de guerre. En 1693, Bernard de Champfeu acquiert le poste de maire perpétuel de Moulins pour la somme de 44 000 livres. En 1705, le mandat électif pour les maires est rétabli, mais pour avoir l'insigne honneur d'élire leur maire, les villes doivent payer une taxe au Trésor et dédommager l'actuel maire perpétuel. En 1712, M. de Champfeu est totalement remboursé et est remplacé par un maire élu, M. Vernin.

### XVIIIesiècle

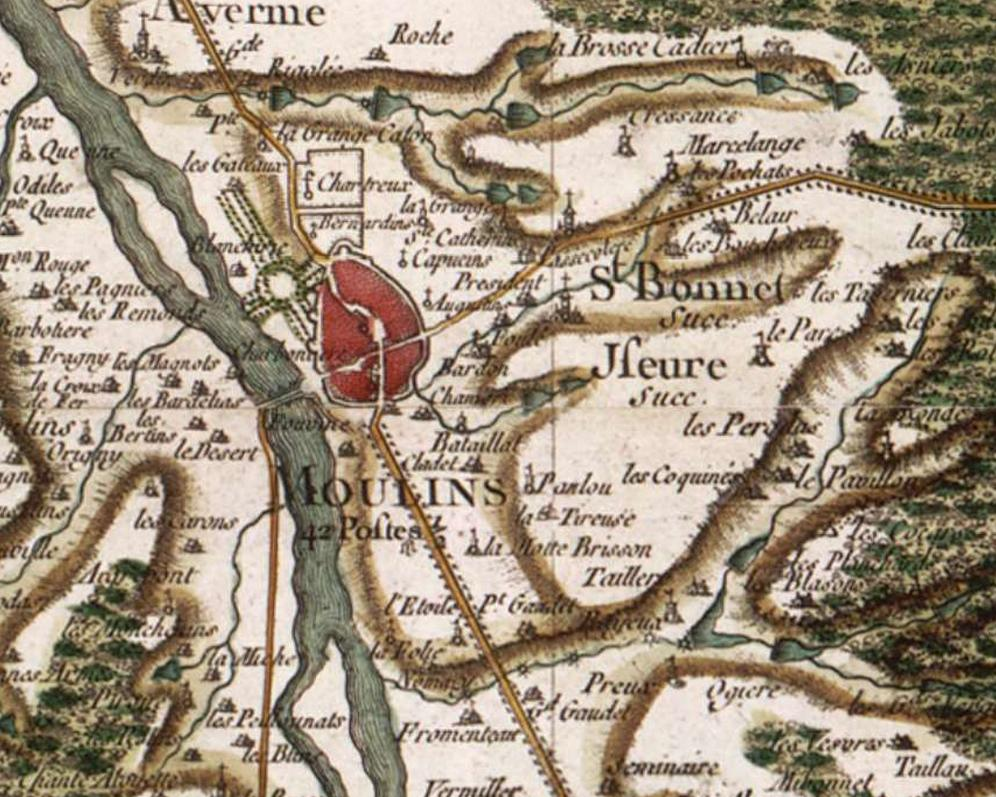
Moulins et pont de Régemortes représentés sur la carte de Cassini, 1759.

#### Reconstructions successives du pont
Durant le XVIIIe siècle, les travaux d'embellissement de la ville se poursuivent, mais la spectaculaire réalisation architecturale de ce siècle à Moulins est le pont que le premier architecte du roi, Jules Hardouin-Mansart effectue en 1704-1710, pont de 3 grandes arches sur l'Allier dont le chantier est confié à son cousin germain Pierre Delisle-Mansart. Trop ambitieux, ce pont est emporté par le fleuve en 1710 et il faut attendre 1753 pour que l'ingénieur des Ponts et Chaussées Louis de Régemortes parvienne à le reconstruire en prenant soin de réaliser le nombre d'arches nécessaires sur l'Allier. Au niveau de Moulins, l'Allier est relativement étroit, et c'est sans doute une des raisons qui poussèrent initialement des populations à s'installer ici.
Longtemps des ponts en bois sont construits, tous emportés par des crues. En 1499, le duc Pierre II prévoit de faire construire un pont de pierre, mais son projet n'est pas réalisé. L'an 1532 marque un tournant, puisque l'on construit effectivement le premier pont de pierre de Moulins. Il est lui aussi emporté. En 1595, on le reconstruit mais il est emporté en 1676 ; le lit de la rivière étant particulièrement sablonneux à Moulins, il rend les fondations de ces édifices très fragiles.
Lorsque les ponts sont effondrés, on traverse à bac. En 1685, un nouveau pont est bâti ; il s'effondre quatre ans plus tard. Au début du XVIIIe siècle, Jules Hardouin-Mansart conçoit les plans d'un futur pont, qui s'écroule en 1710. Saint-Simon rapporte, dans ses Mémoires, l'annonce de cet événement au roi et à l'architecte ; cependant le mémorialiste affabule sur ce dernier point, puisque Hardouin-Mansart meurt en 1708.
En 1750, Louis de Régemortes, premier ingénieur des turcies et levées de la Loire, s'emploie à résoudre ce problème et achève en 1762, après force travaux, un ouvrage qui est resté intact jusqu'à aujourd'hui. Il fait publier en 1771 une Description du nouveau pont de pierre construit sur la rivière d’Allier à Moulins, dans lequel il indique par quels moyens il est venu à bout des difficultés qui causaient la ruine de chacune des entreprises précédentes.

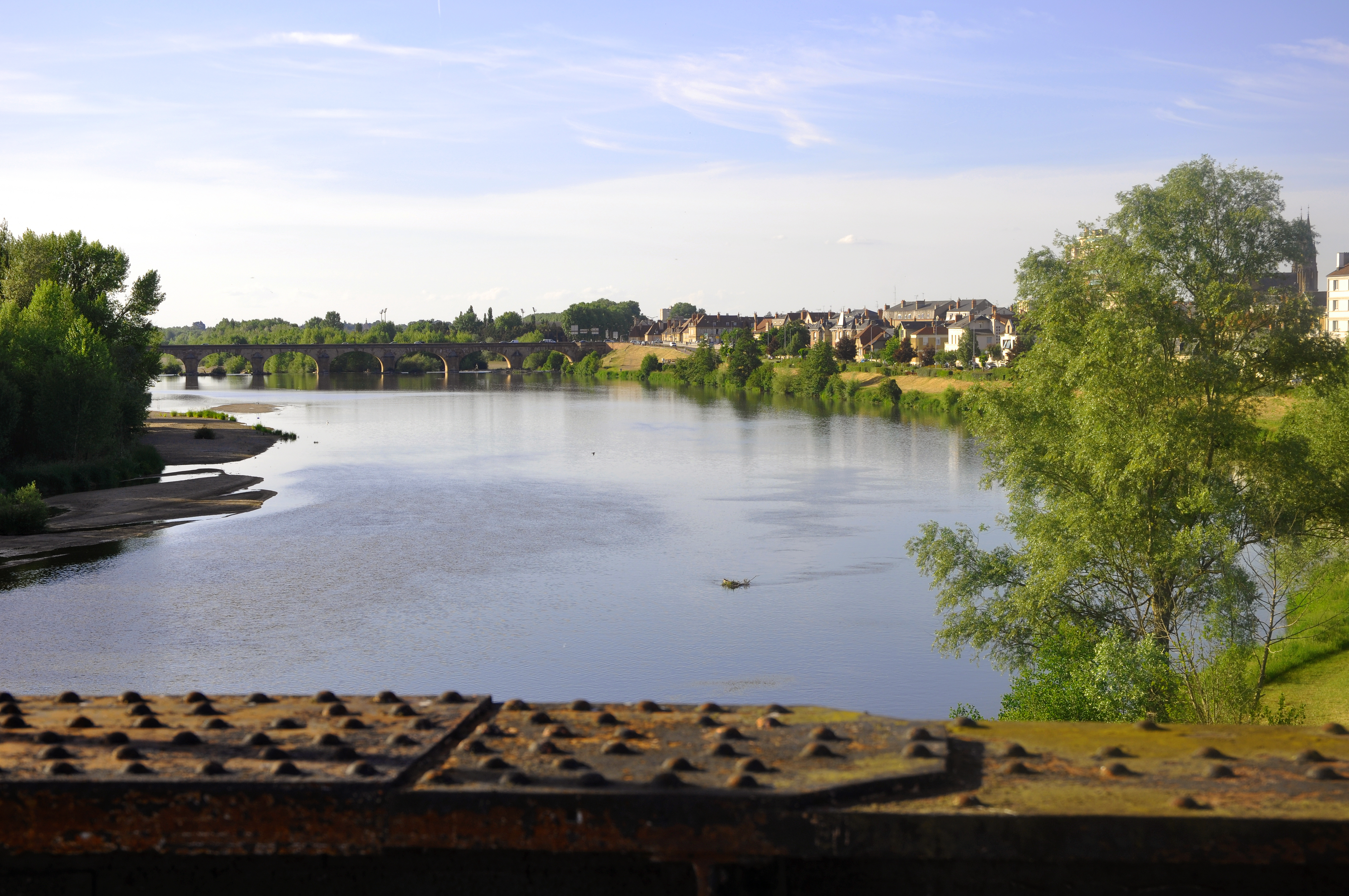
Pont Régemortes au fond, vu du pont de fer.

#### La Révolution
Dès 1778, des tentatives de réformes sont engagées par Jacques Necker, notamment de décentralisation, avec la mise en place d’assemblées provinciales, compétentes pour répartir et lever les impôts, diriger la construction des routes et faire au Roi des représentations en vue du bien de la province. D'abord établies en Berry et Haute-Guyenne, ces assemblées sont autorisées en Bourbonnais par lettres-patentes de 1780, confirmées en 1781. Mais cette tentative n’est qu’éphémère, puisqu’elle prend fin, pour le Bourbonnais, dans le courant de 1781. Elle est cependant rééditée en 1788. Le 27 septembre de la même année, le Parlement de Paris enregistre l’édit de convocation des États Généraux. À partir du 16 mars 1789, les trois ordres sont réunis à Moulins pour élire leurs représentants et rédiger les cahiers de doléances.
Le 21 mars, Moulins connaît une nuit du 4 août anticipée : la noblesse fait savoir aux clergé et tiers état qu’elle renonce à tous ses privilèges : « la noblesse fait, avec plaisir, au tiers état le sacrifice de tous ses privilèges pécuniaires, ne demandant à se réserver, franc de toutes impositions réelles, que le manoir seigneurial, avec sa cour et son jardin, pourvu que le tout n’excédât pas la valeur de deux arpents royaux, assurant que ladite noblesse se bornait à cette distinction purement honorifique ». Le clergé, à son exemple, se dit alors « prêt, de son côté, à faire le sacrifice de tous ses droits sans aucune réserve ».

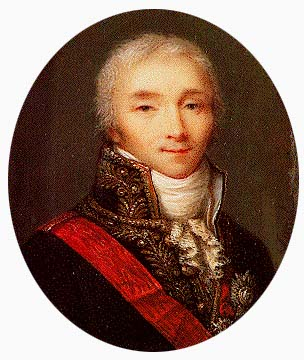
Joseph Fouché, miniature sur ivoire par Jean-Baptiste Sambat.

Dès 1787, une société philosophique, La Société de Moulins, est fondée dans la ville. On peut penser que ce sont des idées qu’elle diffuse que découle l’engagement de la noblesse et du clergé bourbonnais de renoncer à leurs privilèges. C’est un club de notables. En 1791, elle fait place à la Société des Amis de la Constitution, affiliée au Club des Jacobins, qui réunit la haute bourgeoisie moulinoise, instruite et modérée. Elle siège, à partir de 1792, en l’église Saint-Jean. Enfin lui succède La Société populaire, dont la plupart des membres fait partie du petit peuple.
Les élections municipales de décembre 1792 mettent à la tête de la ville des citoyens « plus républicains », qui commencent à prendre des mesures fortes, avec le soutien de la Société populaire. C’est bientôt l’avènement de la Terreur. Du 17 avril au 1er octobre 1793, avec l’accord du Conseil Général du département, dont Moulins est devenue la préfecture en 1790, un Comité central de sûreté publique est formé. Le 10 juin 1793, Jacques Pierre Brissot, l’un des chefs des Girondins à la Convention, est arrêté à Moulins. En septembre, Joseph Fouché, envoyé de la Convention, arrive à Moulins. Il n’y reste que quelques jours, mais y laissera des marques certaines : à son instigation est formée une armée révolutionnaire pour l’Allier, qui sera sous les ordres du Comité de surveillance départemental, il remplace des fonctionnaires, procède à des levées de fonds auprès des « riches », accentue la Terreur.
L'ancienne place d'Allier est renommée place Brutus par la municipalité républicaine et on y dresse la guillotine pour les exécutions. La place redeviendra place d’Allier par la suite.
Le 31 décembre 1793, trente-deux moulinois, envoyés par le Comité de surveillance à Lyon, sont exécutés. Succédant à Fouché, Noël Pointe, représentant du peuple près les départements de la Nièvre, le Cher et l’Allier, s’emploie à modérer les mesures prises par son prédécesseur. Les représentants du peuple qui suivront Pointe œuvreront tous dans le même sens.
Durant la Révolution, à Moulins, à la suite de la loi du 19 juillet 1792, une manufacture d’armes est instituée, qui fonctionnera concurremment avec une fonderie de canons. La ville compte de très nombreux clochers car elle abrite un grand nombre d’établissements religieux. Ces clochers seront rasés. Le 5 vendémiaire an V (26 septembre 1796), l’École centrale de Moulins est inaugurée, succédant au collège qui avait été fondé par les jésuites.

### 1804 à 1871
En 1804, l’École centrale de Moulins est remplacée par un lycée, le premier de France. Il deviendra le lycée Théodore-de-Banville. Sous l’impulsion de Napoléon III, la cathédrale est agrandie par la construction d’une nef. Dans le même temps, l’église du Sacré-Cœur est élevée. C’est la première église consacrée au Sacré-Cœur de Jésus-Christ en France.
La Société d'émulation du Bourbonnais est fondée à Moulins en 1845, et sera reconnue d'utilité publique en 1925 par un décret du 20 août, pour se consacrer à l'étude et la recherche historique, archéologique, sociale et culturelle de l'ancienne province du Bourbonnais. Des conférences y sont organisées régulièrement.
En 1859 est achevé le pont ferroviaire, appelé pont noir ou pont de fer par les Moulinois, pour permettre le franchissement de l'Allier par la nouvelle ligne entre Moulins et Montluçon inaugurée le 7 novembre 1859.
En janvier 1871, c’est à Moulins qu’est centralisé le courrier à destination de Paris, assiégée par les Prussiens, et qui devait y parvenir par transport en boules de Moulins, en zinc soudé pour être étanches.

### Troisième République et État français

#### Explosion de la poudrerie durant la Première guerre
Durant la Première Guerre mondiale, dans la nuit du 2 au 3 février 1918, des explosions accidentelles en chaine ravagèrent l'atelier de chargement de munitions de la poudrerie de Moulins-Yzeure. Elles sont causées par les sels d’acide fulminique utilisés pour provoquer la détonation des amorces d’obus. Elles provoquèrent des dégâts sur plusieurs kilomètres à la ronde — Les explosions furent ressenties jusqu'en Haute-Loire — et causèrent plusieurs dizaines de morts.
En ville, les effets furent extrêmement violents. Vers 10 heures, un nouvel embrasement battit les murs, suivi une heure après, d'un jet de flammes. Les déplacements d’air ont occasionné un peu partout des dégâts considérables : toitures, contrevents, vitres, fenêtres, galandages… Les rues étaient jonchées de débris de verre, de tuiles et de plâtras, les glaces des magasins éprouvées. Quant aux rideaux de fer ondulé, ils ont été uniformément disloqués et sortis de leur cadre, si bien que nombre de boutiques n’ont pu ouvrir.

#### Aménagements de l'hôpital
L'hôpital général fut créé en 1658 pour accueillir les pauvres et les enfants abandonnés de plus de douze ans. En 1895 un bâtiment service de maternité y fut adjoint.
En 1925 le maire René Boudet proposa de reconstruire l'hôpital principal civil et militaire Saint-Joseph sur les terrains de l'hôpital général, utilisés en jardins. Marcel Génermont, architecte diplômé des Monuments historiques, puis président de la Société d'émulation du Bourbonnais pour laquelle il écrivit plusieurs ouvrages, fit construire de 1929 à 1935 les hôpitaux de Moulins (considérés alors comme étant à la pointe de l'hygiène et de la science).

##### Occupation et ligne de démarcation
Le 18 juin 1940, les troupes allemandes entrent à Moulins par l'est (elles sont le 19 à Vichy et le 21 à Montluçon). Le jour même, une arche du pont Régemortes est détruite pour gêner leur avancée (elle sera reconstruite sommairement quelques semaines plus tard et définitivement en 1942) mais le pont de fer reste lui intact, leur permettant d'investir la rive gauche. Vers 13 h 30, deux officiers allemands arrivent à l'hôtel de ville et montent dans la salle du conseil municipal qui les attend au grand complet autour du maire M. Boudet, ceint de son écharpe tricolore. L'occupation commence… Tout l'après-midi, les batteries allemandes installées sur les hauteurs de Moulins-Yzeure pilonnent la Madeleine, situé sur l'autre rive de l'Allier, par-dessus la ville, incendiant la caserne du quartier Villars (devenue aujourd'hui le Centre national du costume de scène ou CNCS).
Établie en application de la convention d'armistice, Moulins se situe sur la ligne de démarcation qui établit la frontière entre une zone Nord de la France occupée et une zone Sud encore libre. Cette ligne restera en vigueur jusqu'en mars 1943 (les Allemands envahiront la zone libre en novembre 1942). À hauteur de Moulins, la ligne de démarcation suit l'Allier, séparant presque toute la ville (en zone occupée) du quartier de la Madeleine (en zone libre) et coupant le département.
Le pont Régemortes va devenir un point de passage important, car situé sur l'axe routier entre Vichy et Paris. Les contrôles sont effectués de manière permanente par les soldats de la Wehrmacht plus tard remplacés par les douaniers allemands. Une seule solution s'offre à ceux qui ne possèdent pas de laissez-passer (pour aller travailler ou faire leurs achats par exemple) : le passage clandestin seul ou avec l'aide de passeurs. Désagrément supplémentaire pour la population, le contrôle du ravitaillement était effectué par la gendarmerie française… afin d'éviter le « marché noir ».
Pendant l'Occupation, beaucoup d'habitants sont tenus d'héberger les troupes allemandes durant quelques jours, voire plusieurs semaines.

##### Libération
En août 1944, après la réussite du débarquement de Provence et la percée alliée en Normandie, les troupes allemandes se replient progressivement vers le nord-est de la France. Dans l'Allier des combats ont lieu entre la Résistance et les Allemands. Moulins est le théâtre d'affrontements entre la garnison allemande et des maquisards, principalement sur la rive gauche, dans le quartier de la Madeleine. Les FFI essayent de rentrer dans la ville le 4 septembre mais se heurtent aux troupes allemandes encore présentes et doivent se replier. Le lendemain, les Allemands en représailles, fusillent à la Madeleine trois civils pris au hasard et deux résistants FFI faits prisonniers. Ils font sauter les ateliers de pyrotechnie (poudrière et ateliers de chargement), à la sortie sud de la ville, vers Toulon-sur-Allier non sans avoir prévenu les habitants préalablement. Walter Stucki, l'ambassadeur suisse à Vichy, qui avait négocié une évacuation sans heurts de la station thermale par les Allemands, essaye de négocier le départ des troupes du Reich de Moulins mais se heurte alors à un refus.
Le 10 août 1944, Joseph Darnand, envoie Jean de Vaugelas qui était directeur du maintien de l'ordre pour la région de Limoges le 8 avril 1944. Il avait donc autorité sur la Milice française, la Garde Mobile, les GMR et la gendarmerie il va assurer l'évacuation des collaborateurs limousins et de leurs familles. Dans les bagages du convoi de Jean de Vaugelas, plusieurs millions de francs prélevés au passage et destinés à financer la folle cavale. Ce convoi de 95 véhicules de tout type traverse Bourganeuf, le 19, Guéret, le 23 puis Montluçon, Moulins Dijon, et Belfort, quelques jours après pour arriver en Allemagne à Sigmaringen. 
Finalement les Allemands évacuent la ville le lendemain le 6 septembre aux aurores et les FFI y pénètrent quelques heures plus tard sans combattre. La libération donne lieu à de grands rassemblements de la population dans la ville.
La victoire, en mai 1945, donnera lieu également à de grandes fêtes populaires et musicales, les foules dansant au son des orchestres musette jouant Ah ! Le petit vin blanc, ou In the Mood de Glenn Miller notamment.

### Années 1950 à aujourd'hui

#### Développement des transports

##### Axes routiers
L'accès routier depuis Paris-Lyon-Marseille (300 km environ), s'effectuait autrefois entièrement par la Nationale 7 (que Charles Trenet chanta) et qui passait par Moulins (distante d'environ 300 km de la capitale). Mais les années 1960 voient l'achèvement progressif de l'autoroute A6, nouvel axe de circulation rapide entre Paris et Lyon passant beaucoup plus à l'est par la Bourgogne et qui fera décroître considérablement le trafic de transit sur la nationale 7.
À partir des années 1970, de plus en plus de déviations contournent les villes ou villages permettant un gain de temps entre Paris et Moulins. L'autoroute A77 qui contourne Montargis et Nevers, remplaça à son tour progressivement de plus en plus cette Nationale 7 à partir de 2000. Une toute nouvelle bretelle de circulation à grande vitesse (limitée à 110 km/h), contourne aussi par l'est, Moulins du Nord au Sud.

##### Liaisons ferroviaires
Les lignes du train local du réseau de l'Allier à voie métrique, localement surnommé « le Tacot », construites en 1886 et passant par Moulins notamment, s’arrêtèrent progressivement de fonctionner jusqu'en 1951.
Au milieu des années 1980, les passages à niveau sur la ligne Paris-Nevers-Moulins-Vichy-Clermont-Ferrand deviennent automatiques, marquant la fin des gardes-barrières.
La ligne est électrifiée en 1989 et la gare de Moulins rénovée. Les voitures Corail, en service depuis 1976, qui elles-mêmes avaient remplacé les autorails, sont reconditionnés sous l'appellation de Téoz, en 2003, le train allant jusqu'à 160 km/h depuis Paris en seulement 2 heures 25. Toutefois, l'accès à Paris qui s'effectuait jusqu'en 2012 à la Gare de Lyon est transféré à la Gare de Bercy.

##### Réseaux de bus
En 1990, un réseau de bus locaux desservant jusqu'à 12 lignes sur les communes de Moulins, Avermes et Yzeure, utile aux scolaires notamment, est mis en circulation.
L'exploitation de son réseau de bus urbains est délégué à Moulins Mobilité, société locale du groupe RATPDEV depuis mars 2011. Ce réseau porte le nom commercial d'Aléo.
Depuis fin 2017, Moulins et son agglomération disposent également d'un service de location de vélos, classiques et à assistance électrique, baptisé V.Léo.

#### Réalisations
En 1963, un ensemble de grands immeubles HLM baptisés « Les Chartreux » est construit en périphérie de Moulins le long de la rue de Decize.
En 1981, l'aérodrome de Moulins - Montbeugny remplace celui de Moulins-Avermes, où se situait notamment une école de parachutistes amateurs durant les décennies précédentes.
Vers 2000, la tour Jacquemart devient accessible au public, offrant du haut de ses 45 mètres un panorama sur la ville.
Le Centre national du costume de scène et de la scénographie est créé sous forme de musée en 2006, à l'emplacement du quartier Villars, dans l'ancienne caserne de cavalerie bâtie pendant le règne de Louis XV. C'est la première structure au monde à être entièrement consacrée au patrimoine du spectacle vivant (théâtre, opéra, danse…) et plus précisément aux décors et aux costumes.
La piscine de Moulins a été modernisée en 1972, puis de nouveau réaménagée plus convivialement en 2007, devenant le Centre aqualudique l'Ovive.

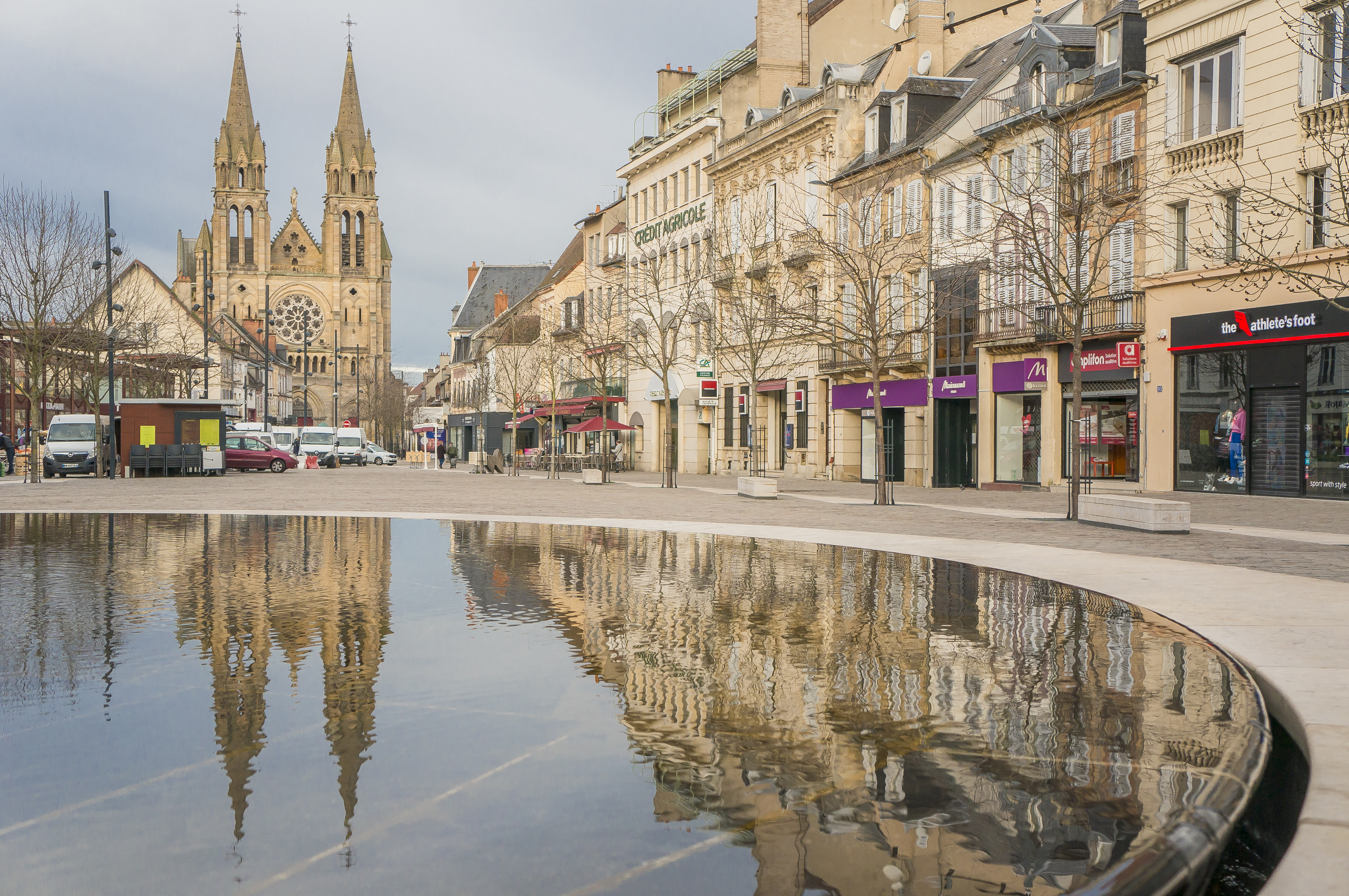
Place d'Allier en 2020.

En 2013, la place d'Allier ou place du Marché est rénovée ; elle devient en partie piétonne et le magasin Monoprix est déplacé et incorporé aux Halles.
Cette même année, la bibliothèque municipale devient Médiathèque de Moulins Communauté, après de lourds travaux, place de-Lattre-de-Tassigny.

### Les crues de l'Allier
La rivière Allier est connue pour ses importantes crues dont certaines, liées aux épisodes cévenols se déroulant plusieurs centaines de kilomètres plus au sud, peuvent être très soudaines. Si les crues du XXe siècle, sauf celles de 1943, ont été nombreuses principalement avant guerre mais peu violentes, le XIXe siècle a été marqué par plusieurs crues centennales.
Ces crues modifient souvent le lit de la rivière, restée sauvage sur une grande partie de son cours sauf dans les zones urbaines comme Moulins. Parmi les crues historiques, on peut citer :

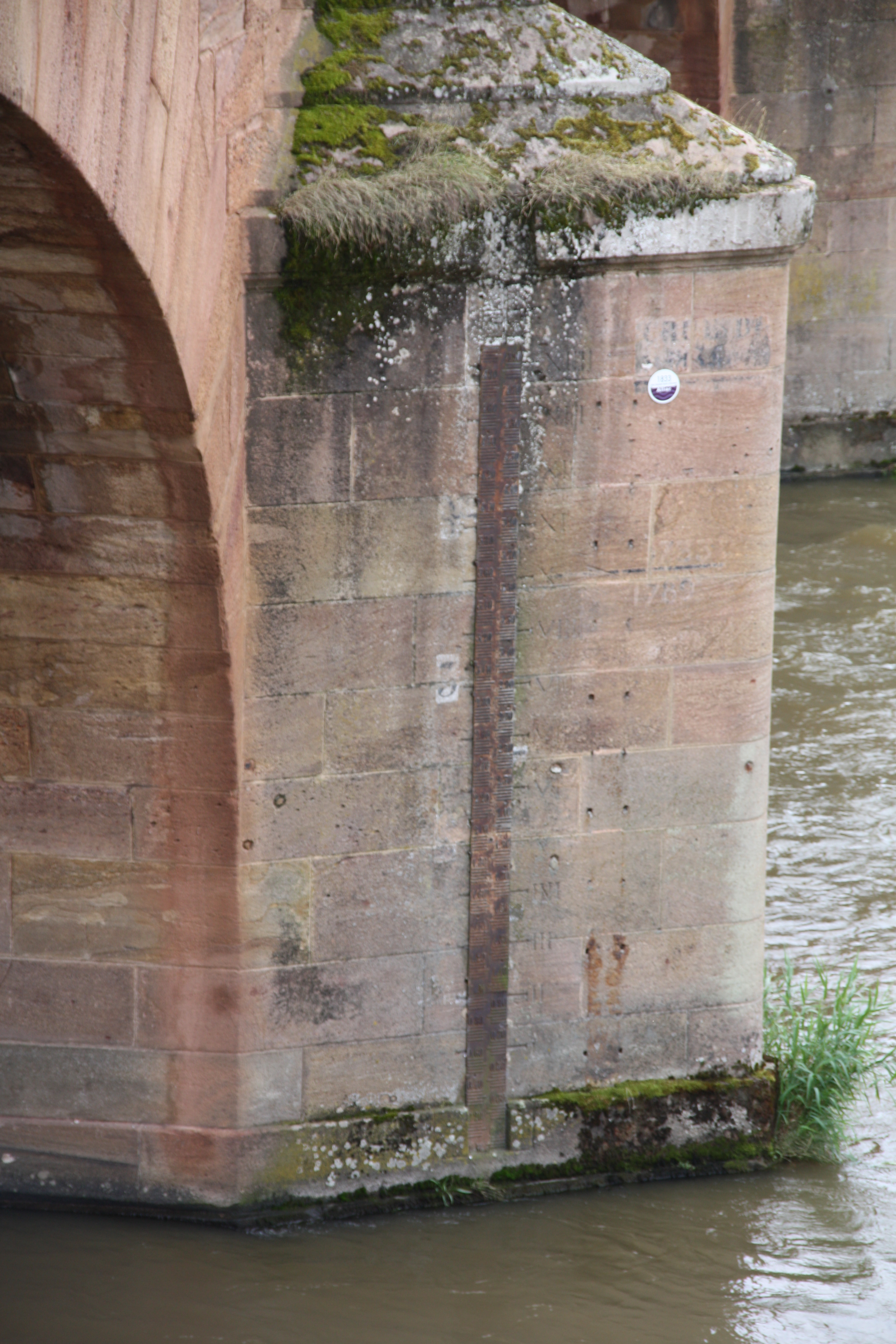
Pile du pont Règemortes avec le marqueur de la hauteur de la crue centennale de 1866.

- 1710, la crue effondre le pont Mansart encore inachevé et emporte plusieurs maisons. Le pont sera remplacé 50 ans plus tard, par le pont Régemortes, premier pont à résister aux crues historiques.
- 1790, crue alors la plus importante connue, à la suite d'une averse incessante durant 22 heures, réunissant l'Allier et la Sioule, inondant toutes les rues provoquant la débâcle.
- En 1835, une crue soudaine de 4,62 m au pont Régemortes, sur le quartier de Font-Vinée, puis, le port n'étant protégé d'aucune digue, emmena les chargements de bois de la batellerie.
- En 1856, à la suite des pluies et fonte des neiges continues la seconde plus haute crue suivie d'inondations atteindra 5,42 m. Elle incita à construire la levée insubmersible qui protégea la ville lors d'une nouvelle crue en 1866.
- En 1866, crue centennale, la plus haute répertoriée. Des repères sur les ponts et le long de l'Allier rappellent sa hauteur. Si le pont Règemortes résista, plusieurs autres ponts sur l'Allier furent en partie emportés dont le pont de Vichy pourtant de construction plus récente.
- 1943, durant l'Occupation, l'Allier atteint 3,60 m, recouvrant l'hippodrome et les terrains de sport, les poissons faisant surface, et pénétrant dans les caves et jardins.
- Enfin en mars 1988, la cote atteint 1,69 m en submergeant les rives et terrains environnants.

## Politique et administration

### Élections municipales et communautaires
Le maire sortant, Pierre-André Périssol, a été réélu au premier tour aux élections municipales de 2014 avec 63,30 % des suffrages exprimés, 28 sièges au conseil municipal dont quinze au conseil communautaire. Il bat Jacques Lahaye, qui a recueilli 31,34 % des voix, cinq sièges au conseil municipal dont trois à la communauté d'agglomération. Enfin, la liste de Liliane Michaud, avec 5,34 % des voix, n'obtient aucun siège. Le taux de participation s'élève à 53,11 %.
En 2020, Pierre-André Périssol, soutenu par LR et LREM, est réélu au 2d tour avec 48,14 % des suffrages exprimés. Il est suivi de Stefan Lunte, divers droite, qui obtient 30,82 % des voix et Yannick Monnet, union de la gauche, avec 21,03 % des voix.

#### Les maires de Moulins
Moulins est la préfecture de l'Allier, bien qu'il ne s'agisse pas, et de loin, de la plus importante ville en nombre d'habitants.
La fonction de maire existe à Moulins depuis 1518.
| Période      | Période                      | Identité              | Étiquette            | Qualité                                          |
| ------------ | ---------------------------- | --------------------- | -------------------- | ------------------------------------------------ |
| août 1944    | mai 1945                     | Jean Dufloux          |                      | Maire provisoire                                 |
| mai 1945     | octobre 1947                 | Henri Gromolard       | CNR                  |                                                  |
| octobre 1947 | mars 1959                    | Maurice Tinland       |                      | Avocat et résistant. Plus jeune maire de Moulins |
| 1959         | 1971                         | Jacques Pligot        | RI                   |                                                  |
| 1971         | 1989                         | Hector Rolland        | RPR                  | Ancien député de l'Allier                        |
| 1989         | 1995                         | Paul Chauvat          | DVD                  |                                                  |
| 1995         | En cours (au 8 juillet 2020) | Pierre-André Périssol | RPR puis UMP puis LR | Ancien ministre, ancien député de l'Allier       |

### Autres élections
| Scrutin             | 1er tour | 1er tour | 1er tour | 1er tour | 1er tour | 1er tour | 1er tour | 1er tour | 1er tour | 1er tour  | 1er tour  | 1er tour  | 2d tour        | 2d tour        | 2d tour        | 2d tour        | 2d tour        | 2d tour        | 2d tour        | 2d tour        | 2d tour        |
| Scrutin             | 1er      | 1er      | %        | 2e       | 2e       | %        | 3e       | 3e       | %        | 4e        | 4e        | %         | 1er            | 1er            | %              | 2e             | 2e             | %              | 3e             | 3e             | %              |
| ------------------- | -------- | -------- | -------- | -------- | -------- | -------- | -------- | -------- | -------- | --------- | --------- | --------- | -------------- | -------------- | -------------- | -------------- | -------------- | -------------- | -------------- | -------------- | -------------- |
| Municipales 2014    |          | UMP      | 63,30    |          | PS       | 31,34    |          | LO       | 5,34     | Pas de 4e | Pas de 4e | Pas de 4e | Pas de 2d tour | Pas de 2d tour | Pas de 2d tour | Pas de 2d tour | Pas de 2d tour | Pas de 2d tour | Pas de 2d tour | Pas de 2d tour | Pas de 2d tour |
| Européennes 2014    |          | UMP      | 25,04    |          | FN       | 21,53    |          | PS       | 16,31    |           | UDI       | 10,74     | Tour unique    | Tour unique    | Tour unique    | Tour unique    | Tour unique    | Tour unique    | Tour unique    | Tour unique    | Tour unique    |
| Régionales 2015     |          | UMP      | 38,14    |          | PS       | 22,93    |          | FN       | 20,52    |           | PCF       | 7,90      |                | UMP            | 44,77          |                | PS-PCF-EELV    | 36,81          |                | FN             | 18,42          |
| Présidentielle 2017 |          | EM       | 26,61    |          | LR       | 21,15    |          | LFI      | 19,94    |           | FN        | 18,22     |                | LREM           | 70,71          |                | FN             | 29,29          | Pas de 3e      | Pas de 3e      | Pas de 3e      |
| Législatives 2017   |          | LR       | 29,79    |          | EM       | 28,61    |          | PCF      | 17,28    |           | FN        | 8,54      |                | LREM           | 50,42          |                | PCF            | 49,58          | Pas de 3e      | Pas de 3e      | Pas de 3e      |
| Européennes 2019    |          | RN       | 22,71    |          | LREM     | 21,77    |          | LR       | 11,93    |           | EELV      | 9,82      | Tour unique    | Tour unique    | Tour unique    | Tour unique    | Tour unique    | Tour unique    | Tour unique    | Tour unique    | Tour unique    |

### Finances communales
En 2020, le budget de la commune était constitué ainsi :
- total des produits de fonctionnement : 21 278 000 €, soit 1 052 € par habitant ;
- total des charges de fonctionnement : 21 471 000 €, soit 1 062 € par habitant ;
- total des ressources d'investissement : 217 000 €, soit 307 € par habitant ;
- total des emplois d'investissement : 6 432 000 €, soit 318 € par habitant ;
- endettement : 18 094 000 €, soit 895 € par habitant.

Avec les taux de fiscalité suivants :
- taxe d'habitation : 17,59 % ;
- taxe foncière sur les propriétés bâties : 18,68 % ;
- taxe foncière sur les propriétés non bâties : 44,74 % ;
- taxe additionnelle à la taxe foncière sur les propriétés non bâties : 0,00 % ;
- cotisation foncière des entreprises : 0,00 %.

### Jumelages
- Bad Vilbel (Allemagne) depuis le 26 octobre 1990
- Montepulciano (Italie)

## Équipements et services publics

### Enseignement

#### Établissements éducatifs
Moulins relève de l'académie de Clermont-Ferrand.
Voici ci-dessous la liste exhaustive des établissements scolaires de la commune :
- Écoles maternelles publiques (gérées par la commune) : Coquelicots, Jean-Macé, Jeu-de-Paume, Les Clématites, La Comète, Les Gâteaux, Les Mariniers
- Écoles maternelles privées : Saint-Benoît (sous-contrat)
- Écoles élémentaires publiques (gérées par la commune) : François-Truffaut, Jean-Macé, Jean-Moulin, Léonard de Vinci, Les Gâteaux
- Écoles élémentaires privées : Saint-Benoît (sous-contrat)
- Collèges publics (gérés par le conseil départemental de l'Allier) : Anne-de-Beaujeu, Émile-Guillaumin, Charles-Péguy et François Villon
- Collège privé : Saint-Benoît
- Lycée public (géré par la région Auvergne-Rhône-Alpes) : Théodore-de-Banville et Jean Monet
- Lycées privés : Anna-Rodier, Saint-Benoît
- Enseignement professionnel :
- Formations après le baccalauréat : IUT Clermont Auvergne département TC à Moulins, ESPE École supérieure du professorat Clermont Auvergne, site de Moulins. La ville accueille également un campus de l'école d'informatique Epitech[49] et de la web@cademie[50].

### Santé
- Le centre hospitalier et urgences de Moulins-Yzeure, est très important en superficie et soins[51]
- Polyclinique Saint-Odilon
- Laboratoires MAYMAT (Maymat ; Recoules ; Saint-Odilon)

### Justice, sécurité, secours et défense
Moulins est le siège d'un tribunal judiciaire.

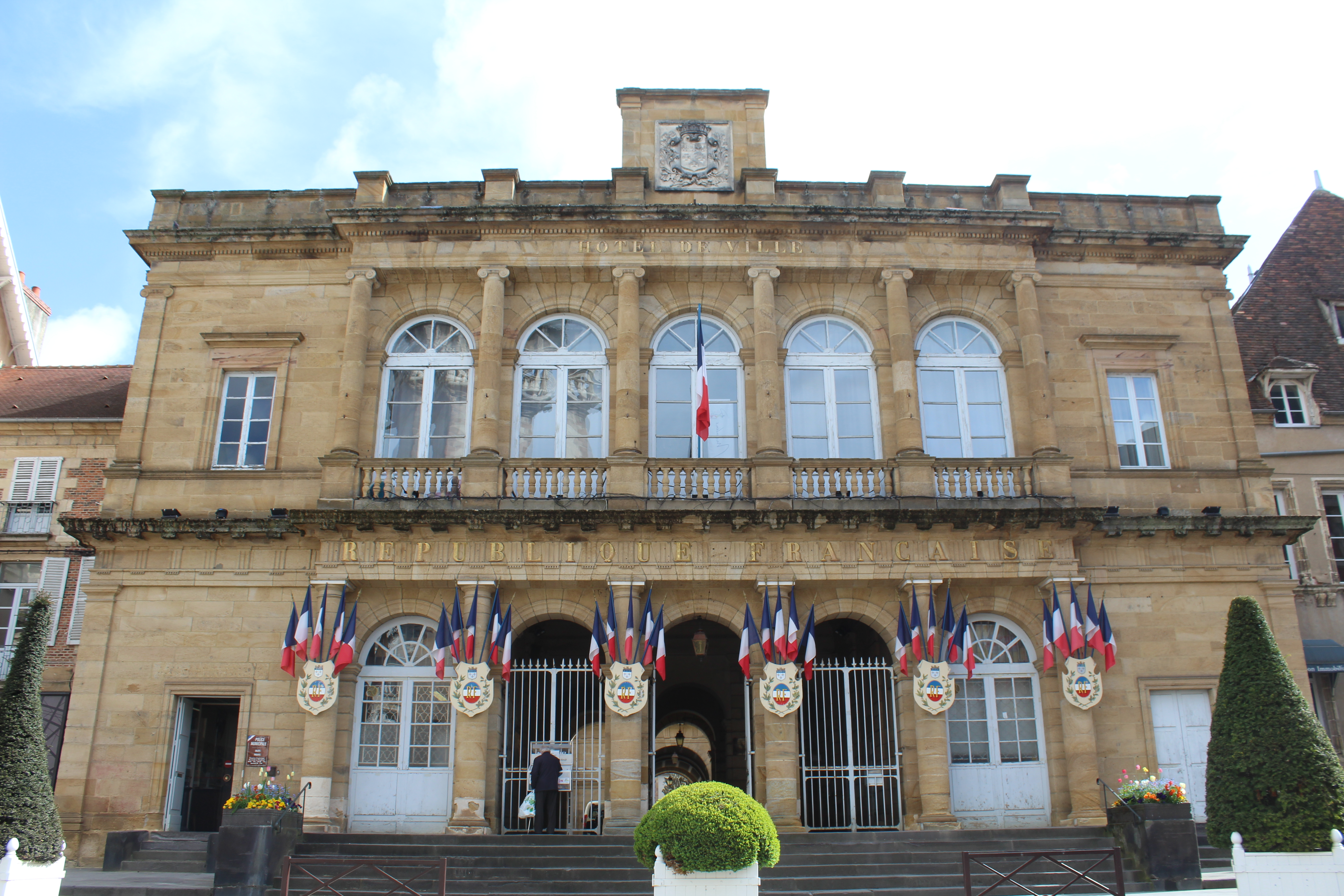
Façade occidentale de l'hôtel de ville.

Le centre pénitentiaire de Moulins-Yzeure, prison de haute sécurité sur la commune limitrophe d'Yzeure, qui abrite une maison centrale et une maison d'arrêt, a été favorisé par cette implantation.
En 2009, la réforme de la carte judiciaire prévue par le ministre de la Justice, Rachida Dati, prévoyait la fermeture du TGI de Moulins. À la suite de nombreuses manifestations de la population ainsi que des avocats, une lutte contre l'arrêté ministériel s'est organisée et en 2010, le Conseil d'État l'a déclaré invalide, annulant ainsi la fermeture du TGI,.
Cependant, le tribunal de commerce ainsi que le conseil de prud'hommes ont été supprimés et, pour ces juridictions, Moulins et ses environs sont désormais rattachés à celles de Vichy-Cusset.

## Population et société

### Démographie

#### Évolution démographique
L'évolution du nombre d'habitants est connue à travers les recensements de la population effectués dans la commune depuis 1793. Pour les communes de plus de 10 000 habitants les recensements ont lieu chaque année à la suite d'une enquête par sondage auprès d'un échantillon d'adresses représentant 8 % de leurs logements, contrairement aux autres communes qui ont un recensement réel tous les cinq ans,.

En 2022, la commune comptait 19 344 habitants, en évolution de −1,37 % par rapport à 2016 (Allier : −1,38 %, France hors Mayotte : +2,11 %).
| 1793   | 1800   | 1806   | 1821   | 1831   | 1836   | 1841   | 1846   | 1851   |
| ------ | ------ | ------ | ------ | ------ | ------ | ------ | ------ | ------ |
| 13 249 | 13 509 | 14 101 | 13 697 | 14 672 | 15 231 | 15 377 | 17 110 | 17 318 |

| 1856   | 1861   | 1866   | 1872   | 1876   | 1881   | 1886   | 1891   | 1896   |
| ------ | ------ | ------ | ------ | ------ | ------ | ------ | ------ | ------ |
| 18 069 | 17 581 | 19 890 | 20 385 | 21 774 | 21 156 | 21 721 | 22 665 | 22 215 |

| 1901   | 1906   | 1911   | 1921   | 1926   | 1931   | 1936   | 1946   | 1954   |
| ------ | ------ | ------ | ------ | ------ | ------ | ------ | ------ | ------ |
| 22 340 | 21 888 | 21 990 | 22 968 | 23 306 | 22 225 | 22 369 | 23 254 | 24 441 |

| 1962   | 1968   | 1975   | 1982   | 1990   | 1999   | 2006   | 2011   | 2016   |
| ------ | ------ | ------ | ------ | ------ | ------ | ------ | ------ | ------ |
| 23 909 | 25 979 | 26 067 | 25 159 | 22 799 | 21 892 | 20 599 | 19 094 | 19 613 |

| 2021   | 2022   | - | - | - | - | - | - | - |
| ------ | ------ | - | - | - | - | - | - | - |
| 19 343 | 19 344 | - | - | - | - | - | - | - |

#### Pyramide des âges
En 2021, le taux de personnes d'un âge inférieur à 30 ans s'élève à 34,7 %, soit au-dessus de la moyenne départementale (29,0 %). À l'inverse, le taux de personnes d'âge supérieur à 60 ans est de 31,2 % la même année, alors qu'il est de 35,6 % au niveau départemental.
En 2021, la commune comptait 8 663 hommes pour 10 680 femmes, soit un taux de 55,21 % de femmes, largement supérieur au taux départemental (52,03 %).
Les pyramides des âges de la commune et du département s'établissent comme suit :
| Hommes | Classe d’âge | Femmes |
| ------ | ------------ | ------ |
| 1,2    | 90 ou +      | 4,6    |
| 8,8    | 75-89 ans    | 13,5   |
| 15,4   | 60-74 ans    | 17,7   |
| 19,8   | 45-59 ans    | 16,4   |
| 18,1   | 30-44 ans    | 14,8   |
| 21,4   | 15-29 ans    | 19,7   |
| 15,4   | 0-14 ans     | 13,2   |

| Hommes | Classe d’âge | Femmes |
| ------ | ------------ | ------ |
| 1,2    | 90 ou +      | 3      |
| 10     | 75-89 ans    | 13,4   |
| 21,3   | 60-74 ans    | 22     |
| 20,6   | 45-59 ans    | 19,6   |
| 15,7   | 30-44 ans    | 15     |
| 15,6   | 15-29 ans    | 12,9   |
| 15,7   | 0-14 ans     | 14     |

### Manifestations culturelles et festivités
- Carnaval de Moulins au mois d'avril (organisation Ville de Moulins).
- Festi BD de Moulins créé en 2001 (organisation Viltais).
- Salon de l'illustration et du livre de jeunesse, créé en 2007 par l'association LACME qui organise également le Salon du livre ancien de Souvigny.
- Jacquemart'o[57] Course de caisse de descente au mois de février (organisation Moulins Quartier Historique et Bouge Toi Moulins[58]).
- Fête de la rivière[59] Allier, tenue le dernier week-end de juin depuis 2015 (organisation par la ville de Moulins).
- La nuit des Artistes à la même date que la nuit des musées (organisation par l'office de tourisme de Moulins).
- La Moulinoise Marche contre le cancer du sein organisée tous les mois d'octobre dans le cadre d’Octobre rose - mois du cancer du sein - par le Ladies Circle, depuis 2012
- La Bourbonnaise pour elles - Course et marche contre le cancer du sein (organisation Rotary club Moulins)
- Le Festival de cinéma Jean Carmet met à l’honneur les comédiens et comédiennes (plus de 10 000 entrées par édition). Deuxième semaine d’octobre depuis 1995.

#### Établissements et activités culturels
- École de musique communautaire de Moulins, 5 place Maréchal-de Lattre-de Tassigny[60]
- Exposition de clarinettes en 2015 à la médiathèque[61], en référence notamment à l'usine d'Yzeure à la limite de Moulins ayant fonctionné plusieurs décennies jusqu'en 1997[62].
- Sur Avermes, donnant quelques concerts sur Moulins, la Lyre avermoise est une importante harmonie municipale formée d'une trentaine de musiciens amateurs de toutes générations[63].
- Le parc des expositions de Moulins Communauté se situe avenue des Isles à Avermes.

### Sports et loisirs
- Le Moulins Yzeure Foot 03 Auvergne évolue actuellement en National 2 (4e division).
- L'Académie sportive Moulins Football, nouveau nom de l'Association sportive Moulins Football 03 Auvergne, club dissous en 2016.
- Le stade Hector-Rolland de l'équipe ASM (ex-maire de Moulins et député de l'Allier), inauguré en 2001.
- Le FCM évolue en fédérale 3. En 1923, le club a connu son apogée en participant une saison à l'élite du rugby français de l'époque.
- La ville organise une année sur deux les championnats de France de tir au stand Roger-Dumont.
- La piscine de Moulins, ou Centre Aqualudique l'Ovive, offrant 1 400 m2 de bassins, est ouverte toute l'année[64].
- L'hippodrome de Moulins se situe le long des berges de l'Allier[65].
- L'aéro-club de Moulins-Montbeugny, dont la gestion est assurée par la CCI de Moulins, propose des activités de vols en petit avion amateur, voire de montgolfière[66].

Le 12 mars 2019, la ville de Moulins accueille, avec Yzeure, l'arrivée de la 3e étape du Paris-Nice 2019,, avec une arrivée route de Lyon. Moulins et Yzeure se sont unies afin, notamment, de renforcer leur attractivité médiatique en tant que ville d'arrivée. La ville d'arrivée est officialisée en octobre 2018. Moulins a déjà accueilli un départ du Paris-Nice, en 2002.
Le 12 juillet 2023, Moulins accueille le Tour de France pour la première fois de son histoire. Elle est la ville d'arrivée de la 11e étape du Tour de France 2023, étape en provenance de Clermont-Ferrand.

### Médias

#### Presse locale
La Semaine de l'Allier a son siège à Moulins.
Le journal La Montagne a des bureaux à Moulins.

#### Radios locales
Il y a aussi plusieurs radios associatives :
- Radio Bocage, émettant sur 96.5 FM, elle appartient à la ligue de l'enseignement[73] ;
- Logos FM, sur 92.1 FM ;
- RCF Allier, émettant sur 96.9 FM.

Plusieurs radios locales commerciales et une locale publique diffusent leur programme sur Moulins :
- Plein Cœur Auvergne (anciennement Chlorophylle FM), émet sur 107.2 FM[74] ;
- Fusion FM[75], principale radio locale de l'Allier, sur 94.3 FM ;
- Vibration émet sur Moulins via le 98.7 FM ;
- France Bleu Pays d'Auvergne dispose d'un réémetteur à Moulins sur 99.9 FM.

Moulins est aussi couverte par plusieurs radios nationales :
- RTL 103.0, Europe 1 104.9, RMC 106.3, France Info 105.8, France Musique 91.4, France Culture 104.2, NRJ 88.3, Nostalgie 89.0, RFM 101.9, RTL2 106.3, FUN radio 93.4, Rire et Chansons 96.1, Skyrock 98.0, Virgin radio 89.4[76]…

#### Télévision locale
Moulins dispose des bureaux de France 3 Auvergne dans l'Allier.
On peut la capter grâce au site de diffusion du Puy de Dôme.
France 3 Bourgogne est aussi recevable dans Moulins grâce à celui du Haut-Folin, sur les montagnes du Morvan en Saône-et-Loire et
France 3 Centre Val de Loire et France 3 Bourgogne sont aussi recevable grâce à celui de Neuvy-Deux-Clochers situé dans le Cher à proximité de Bourges.

## Économie
Les principales industries ont disparu au cours des années 1980-1990 : fermeture de l'usine Thomson, des chaussures Bally, de la serrurerie JPM en 2013…
Moulins est l'un des deux sièges de la Chambre de commerce et d'industrie de Moulins-Vichy. Elle gère l’aérodrome de Moulins - Montbeugny.
L'économie de la cité est très liée à ses fonctions administratives et de chef-lieu de département.
Sur la commune de Montbeugny, la plate-forme logistique LOGIPARC 03 accueille des entreprises du secteur de la logistique et du tertiaire sur un espace de 184 hectares.

### Revenus de la population et fiscalité
Chiffres clés Revenus et pauvreté des ménages en 2018 : médiane en 2018 du revenu disponible, par unité de consommation : 19 060 €.

### Entreprises et commerces
- Zone Commerciale Sud (Moulins-sud) : Centre commercial Carrefour
- Zone Commerciale Nord (Avermes ; Moulins-nord) : Les Portes de l'Allier.
- Centre Commercial « Les Halles » (centre-ville)

La communauté Emmaüs est autonome depuis 2014.

## Culture locale et patrimoine

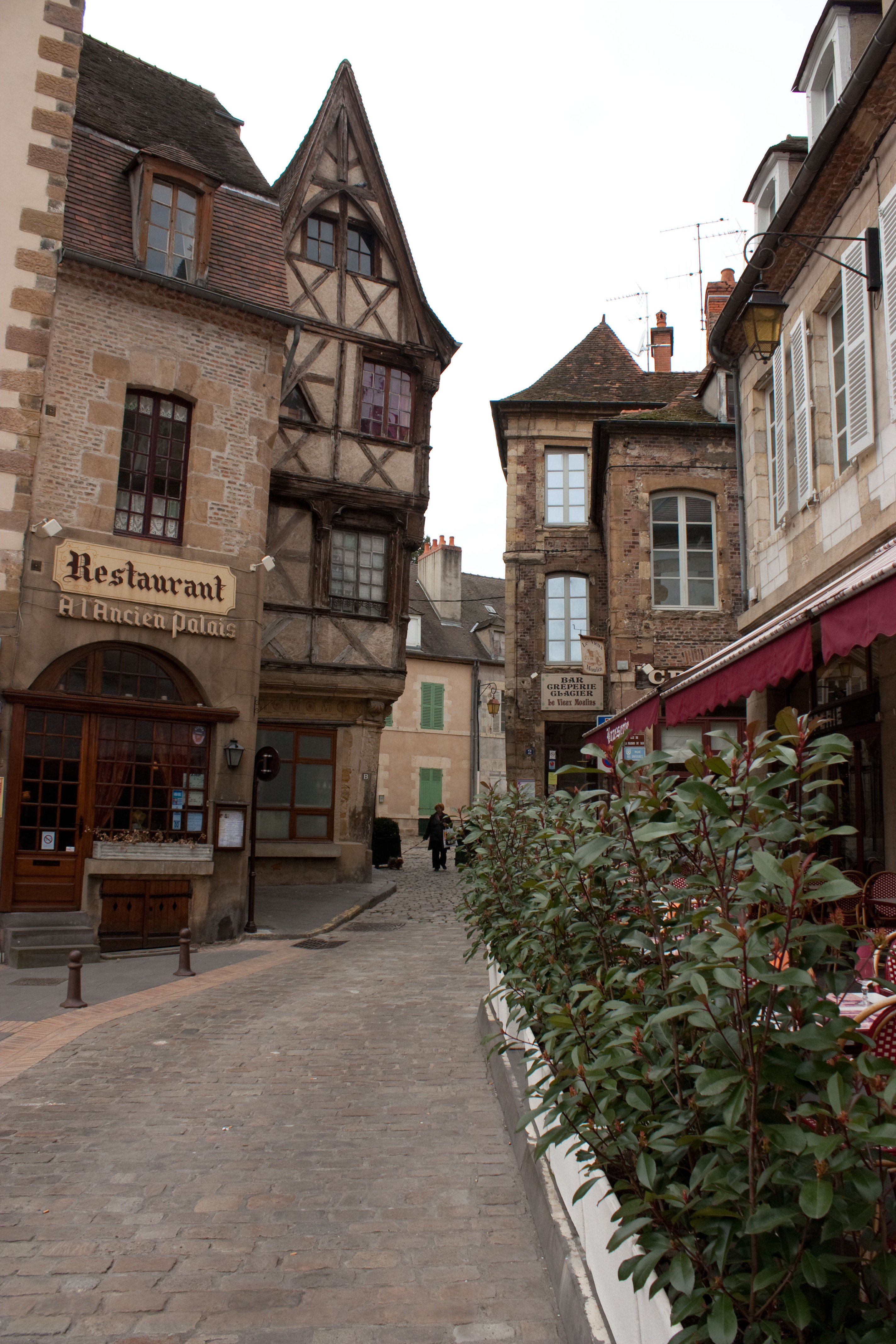
Rue de l'Ancien-Palais.

Moulins présente un intéressant centre-ville, dominé par les hauts clochers de la cathédrale Notre-Dame-de-l'Annonciation et du Sacré-Cœur, ainsi que le beffroi au dôme de cuivre du Jacquemart, la haute tour de l'horloge de l'ancien pensionnat de Saint-Gilles, le grand dôme d'ardoises et zinc des « Nouvelles Galeries » ou encore le clocher en gothique flamboyant de l'église Saint-Pierre. Mêlant les styles de différentes époques, avec néanmoins une dominante médiévale et Renaissance, Moulins est classée ville d'art et d'histoire depuis le 31 janvier 1997, seule ville de la région Auvergne à être labellisée.

### Monuments du patrimoine civil

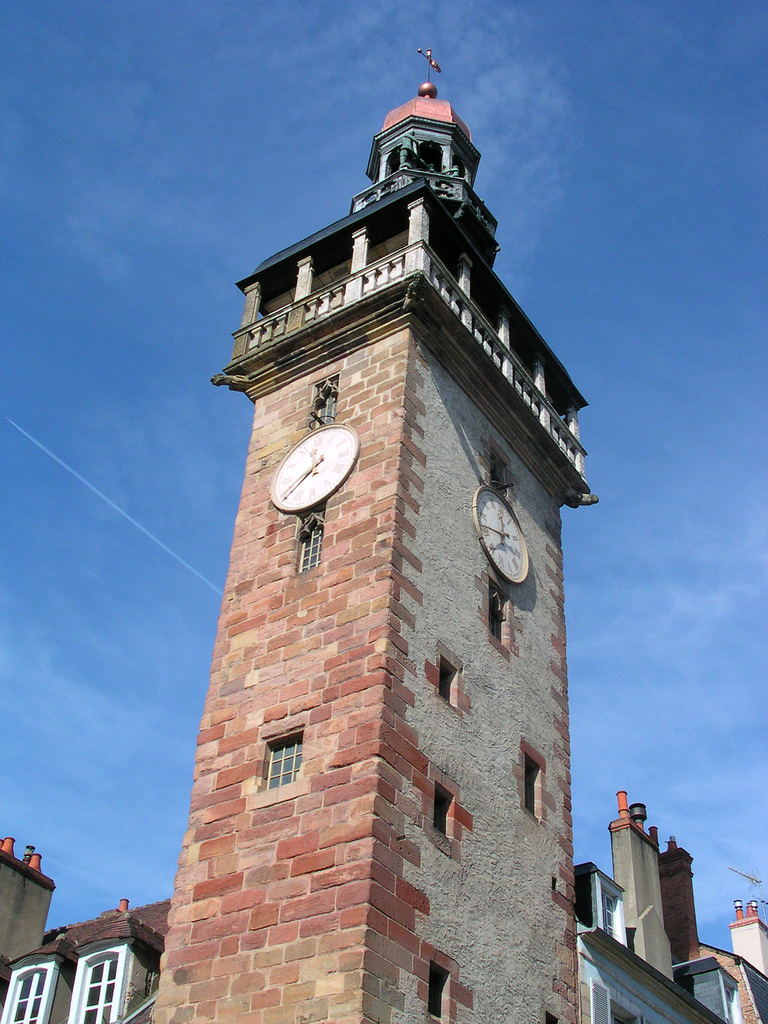
La tour du Jacquemart.

#### La Tour Jacquemart
La Tour horloge dite « Jacquemart » avec toute sa famille d'automates, les Jacquemart, est célèbre pour carillonner
 en égrenant :
- tous les quarts d'heure par les tintements distincts successifs de deux petites cloches, frappées alternativement par des automates représentant les deux « enfants », puis
- toutes les heures par les tintements graves successifs de la grosse cloche « bourdon », frappée alternativement par les 2 automates représentant les « parents ».

Cette tour est un vestige de l'ancienne enceinte (XVe siècle). La cloche principale, sonnant les heures, est de dimensions remarquables : 1,90 m de diamètre pour 2 mètres de hauteur, d'où sa sonorité très grave et puissante si particulière. Elle datait à l'origine de 1656 et fut parrainée par la reine Anne d'Autriche, mais fut remplacée par une copie fidèle comme les deux autres cloches après l'incendie du haut du beffroi en 1946.
La tour est classée Monument historique depuis 1929.

#### Hôtel de ville et place du Jacquemart
L'hôtel de ville, datant du début XIXe, avec ses colonnades et arcades, fait face au beffroi Jacquemart.
On trouve aussi sur cette place un imposant immeuble de style Louis XIII, qui abrite depuis le début du XXe siècle la Caisse d'Épargne.

#### Tour de la Mal-Coiffée
C'est le vestige de l'ancien château médiéval des ducs de Bourbon. Son surnom de Mal-Coiffée lui vient de Louis II de Bourbon, qui, contemplant la Tour Carrée du château des ducs de Bourbon, se serait exclamé « c’est une belle tour, mais elle est mal coiffée ».
Pendant la Seconde Guerre mondiale, elle fit office de prison allemande (9 juin 1940-25 août 1944). Des milliers de Juifs et de résistants y furent détenus. La Tour demeure une prison jusqu'en 1984. Entièrement rénovée en 2007, elle est désormais ouverte au public.

#### Place d'Allier, Grand café, Halle et Sacré-Cœur
La place de l'Allier, ancienne grande place marchande au XIXe siècle, rendue piétonne en 2013, abrite plusieurs bâtiments remarquables :
- la façade et dôme des Nouvelles Galeries, de style Beaux-Arts avec mosaïques de faïences datant de 1914, donnant sur la rue d'Allier, précède la place ;
- la fontaine de Saincy, avec sa haute colonne en grès de Coulandon, à l'entrée est de la place[84] ;
- le marché situé constitué pour son bâtiment principal d'une halle de type Baltard inaugurée en 1880, qui servait également autrefois de marché aux volailles. Lors des travaux de la place en 2013, Monoprix, auparavant situé dans le bâtiment historique des « Nouvelles Galeries », s'est installé dans cette halle ;
- le Grand café, datant de 1899, de style « beaux Arts 1900 », et considéré comme l'une des dix plus belles brasseries de France d'époque 1900. Sa devanture de boiseries, ses murs habillés de miroirs dont les reliefs combinés déploient l'espace à l'infini, son baromètre et sa pendule sont formidablement conservés. L'intérieur est inscrit aux monuments Historiques depuis 1978. Au fond de la salle, le balcon orné accueillait l'orchestre. Plus tardive, la verrière a été installée dans les années 1930. Le lieu est aussi connu pour avoir été fréquenté dans leur jeunesse par Coco Chanel et Georges Simenon ;
- enfin, la place est délimitée à l'ouest par l'église du Sacré-Cœur.

#### Place de Lattre-de-Tassigny et place de la Liberté

##### Médiathèque
- Dotée du statut de Bibliothèque municipale classée, la médiathèque communautaire comprend des collections de manuscrits, des incunables, des livres et périodiques anciens et permet la consultation sur place et le prêt de livres, revues et CD musicaux.

#### Bâtiments architecturaux divers
- L'ancienne cour des comptes des ducs de Bourbon, située au 9 rue de l'Ancien-Palais, bâtiment construit au (XVe siècle), conserve une grande pièce rectangulaire constituée de deux travées voûtées d'ogives. Il est inscrit « Monument historique » en 1986, mais reste propriété privée[85].
- Le Palais de justice (XVIIe siècle), situé route de Paris, est l'ancien collège des jésuites[86]. Il possède des plafonds peints et un décor en trompe-l'œil signé Giovanni Gherardini (1654-1723).
- Les anciennes halles couvertes XVIIe, aux voûtes situées sur l'actuelle place des Vosges, font face à un pan de la cathédrale.
- Le théâtre municipal de style néoclassique (1847), en bas des cours, possède une salle à l'italienne. Il a été entièrement rénové en 2018-2019.
- Le lycée Théodore-de-Banville, est l'un des plus vieux lycées de France, inauguré par Napoléon en 1803.
- Le Café américain, sur le cours Anatole-France, a quant à lui conservé sa superbe vitrine de style et d'époque Art nouveau datant de 1905, inscrit à l'inventaire des Monuments historiques en 1978.
- La porte de Paris, une porte symbolique construite au XVIIIe siècle et qui marquait alors l'entrée dans la ville depuis la route de Paris.
- Les caves bertines.

#### Maisons et hôtels particuliers

##### Maisons
- Nombreuses maisons à colombages des XVe et XVIe siècles au sein du quartier médiéval de la cathédrale et hôtels particuliers des XVIIe et XIXe siècles le long des cours et quartiers adjacents.
- Maison Mantin est la demeure d'un bourgeois moulinois du XIXe siècle, conservée telle qu'elle se présentait le jour de sa mort, en 1905. Léguée par testament à la Ville de Moulins, qui se devait de l'ouvrir au public cent ans après le décès de son propriétaire, elle est ouverte au public depuis 2010 après de remarquables travaux de restauration.
- Maison, 11 rue de l'Ancien-Palais
- Maison, 38 rue de Bourgogne
- Maison, 6 rue Felix-Mathé
- Maison, 8 rue Felix-Mathé
- Maison, 10 rue Felix-Mathé
- Maison, 12 rue Felix-Mathé
- Maison, 14 et 16 rue François-Péron
- Maison, 2 rue Grenier
- Maison, 23 cours Jean-Jaurès
- Maison, 28 rue Michel-de-l'Hôpital
- Maison, 16 rue du Pont-Ginguet
- Maison, 6 rue du Rivage
- Maison de Jeanne d'Arc

##### Hôtels particuliers
- Hôtel Chabot
- Hôtel de Chavagnac
- Hôtel Demoret et chapelle Babute.
- Hôtel de Rochefort (no 12 cours Anatole-France), construit au XVIIe siècle.
- Hôtel de Montlaur (no 33 à 37 cours Jean-Jaurès), construit au XVIIIe siècle.
- Hôtel de Ballore (historiquement au 16, cours Anatole-France, aujourd'hui au 17, rue des Potiers), construit au XVIIIe siècle.
- Hôtel de Mora, au 26, rue Voltaire, construit aux XVIIIe et XIXe siècles, il abrite le musée de l'Illustration jeunesse.
- Maison du Doyenné (no 24-26 rue François-Péron), construite au XVe siècle.

#### Ponts
De 1763 à 2023, un seul pont permettait de rejoindre les deux rives de l'Allier.
Le pont Régemortes a été construit entre 1753 et 1763 par l'ingénieur des ponts et chaussées Louis de Règemortes après l'effondrement du pont en cours de construction en 1711 (qui a remplacé le pont Ginguet, construit en 1682 mais détruit sept ans plus tard) de Jules Hardouin-Mansart. Innovant pour son époque, il fut le premier pont à résister aux terribles crues centennales de l'Allier, dont celles du siècle suivant qui emportèrent des ponts plus récents. Sa technique de radier et d'une très large ouverture aux eaux — en faisant un des plus longs ponts alors construits en France — inspirera d'autres constructions de ponts dont celui de Nevers. Reliant le centre-ville au quartier de la Madeleine, il a été, jusqu'en 2023, le seul pont de Moulins à franchir l'Allier.
Afin de désengorger la circulation sur ce pont, un deuxième pont est construit en aval. Il relie le cours de Bercy (en passant près du centre aqualudique l'Ovive), en rive droite, à la route de Montilly. Le pont est ouvert depuis le 20 novembre 2023.
Le Pont de fer, appelé aussi « pont noir », est un pont ferroviaire et l'un des premiers ponts métalliques de France. Achevé en 1858 par la société Société J.F Cail & Cie pour relier Montluçon à Moulins, son tablier a une longueur de 252 mètres. Il n'a plus de trafic ferroviaire depuis 1980.

#### Musées
- Musée départemental et municipal Anne-de-Beaujeu (dans l'ancien Pavillon « Anne de Beaujeu », premier bâtiment édifié en France de style Renaissance) : remarquables collections de sculptures bourbonnaises (XIIe et XVIIe siècles), de peintures allemandes et flamandes du Moyen Âge et de la Renaissance, de céramiques XVIe et XVIIIe siècles, d'artisanat d'art (coutellerie, etc.) sans oublier l'archéologie, en particulier des monnaies, des statuettes et des objets gallo-romains en terre cuite de l'Allier et une section d'antiquités égyptiennes.
- Musée du bâtiment : dans une ancienne maison du XVIIIe siècle (ayant accueilli les Compagnons du devoir), ce musée consacré au bâtiment présente des expositions permanentes relatives au passé et à l'évolution de chaque acteur de la construction : techniques, outils, maquettes, plans, savoir-faire.
- Citévolution.
- Musée de l'illustration jeunesse, ouvert depuis le mois d'octobre 2005, présente les œuvres d'illustrateurs de livres de jeunesse en vue de leur conservation. Équipement culturel dépendant du conseil départemental, il devient en 2012 le Musée de l'illustration jeunesse[90].
- Centre national du costume et de la scène, inauguré le 1er juillet 2006 : conserve et présente une prestigieuse collection de 10 000 costumes de scène accompagnés de leurs accessoires, déposés par trois établissements nationaux, la Bibliothèque nationale de France, la Comédie-Française et l'Opéra de Paris.
- Musée de la Visitation, patrimoine de l'Ordre de la Visitation, composé de collections textiles uniques par leur fraîcheur et leur diversité, d'orfèvrerie civile et religieuse réunies dans une salle forte, et d'objets d'art et de dévotion de 1550 à nos jours. L'ensemble est l'unique exemple en Europe d'un lieu de mémoire consacré au patrimoine et à l'histoire d'un Ordre monastique (fondé en 1610). Permet de découvrir et de toucher du doigt l'Histoire de France et l'histoire des femmes durant ces quatre siècles. À noter la présence d'objets retraçant l'histoire locale du Bourbonnais qui accueille encore un monastère de la Visitation. Il a remplacé en 2005, le Musée du Folklore et du Vieux Moulins, créé en 1939.

### Édifices religieux

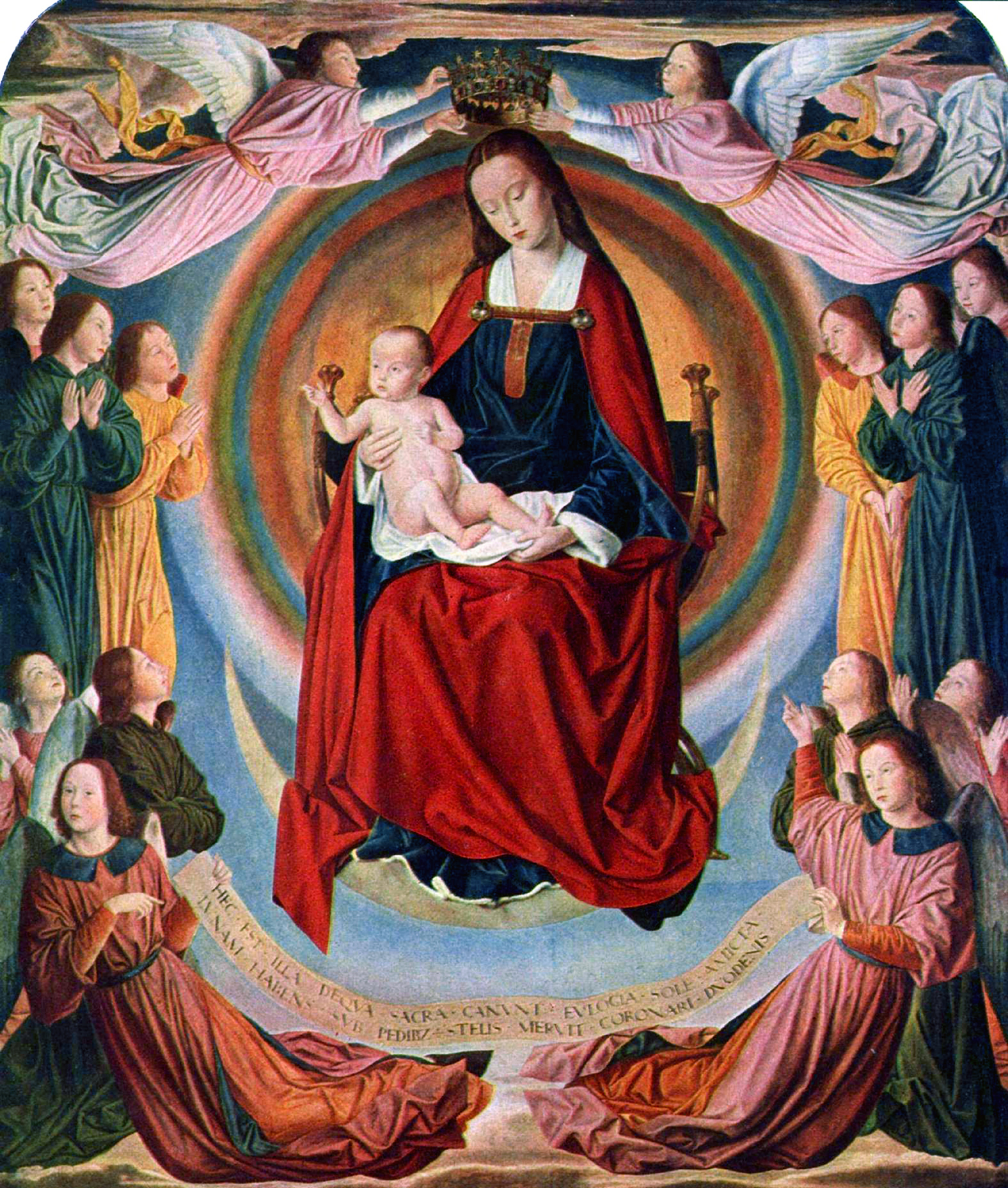
Panneau central du triptyque.

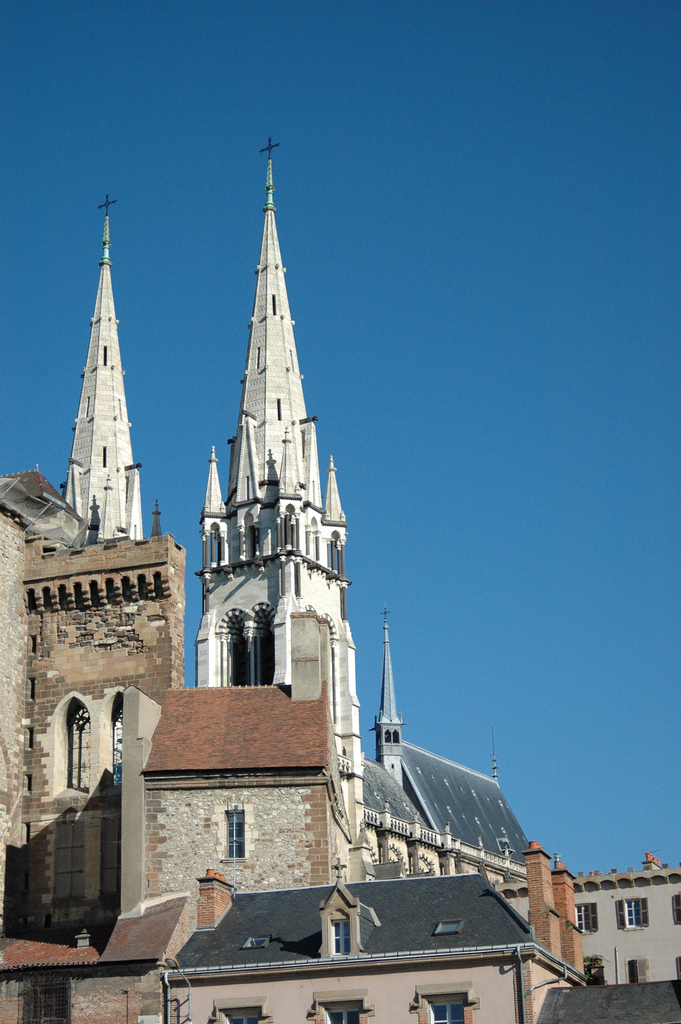
La Malcoiffée et la cathédrale en arrière-plan.

#### La cathédrale de Moulins
Le chœur de la cathédrale de Moulins, place des Vosges, est de style gothique flamboyant du XVe siècle en grès jaune orangé de Coulandon (qui servit aussi pour l'ancienne collégiale Notre-Dame de Moulins au XVe siècle ainsi que le pont de Moulins au XVIIIe siècle).
Sa nef et ses flèches néo-gothiques rayonnent avec le mélange du calcaire blanc prépondérant de Chauvigny et de quelques pierres noires de Volvic, de style gothique du XIIIe siècle considéré alors comme le plus pur par les historiens et architectes du XIXe siècle, alternant géométriquement le noir et le blanc autour de la rosace et au-dessus d'ogives.
Les travaux d'achèvement de la cathédrale, entrepris dès les années 1850 sur les premiers plans des architectes Lassus et Millet qui s'inspirèrent de la cathédrale de Senlis, notamment pour les flèches, ne furent pas menés à terme, par suite de nombreux revers tant sur le plan financier que sur le choix défectueux des matériaux.
L'architecte qui leur a succédé et poursuivit les travaux jusque dans les années 1880 se détourna des plans initiaux, tant au niveau des matériaux et des flèches, que pour les toitures de la nef qui devaient être alignées sur celles du chœur. Il en fut de même pour la flèche centrale beaucoup plus modeste que dans les projets initiaux. La cathédrale abrite le célèbre triptyque du Maître de Moulins (Jean Hey).
Ses deux flèches, récemment restaurées[Quand ?], mesurent 82 mètres mais paraissent plus hautes du fait que le parvis de la cathédrale domine d'environ 20 mètres la rivière Allier. Ses orgues de tribune de Joseph Merklin (1880) sont classées aux Monuments Historiques depuis 1975. La cathédrale abrite également un orgue de chœur signé John Abbey.

#### Le triptyque
Le triptyque du Maître de Moulins est attribué au maître de Moulins. Après une longue période de débat concernant l'identité de celui-ci, Il est maintenant identifié avec une quasi-certitude comme le peintre d'origine flamande Jean Hey, dont la première œuvre connue est la Nativité conservée à Autun, au musée Rolin. Ce triptyque de la cathédrale de Moulins, daté de 1502, est dans un excellent état de conservation. Il représente la Vierge de l'Apocalypse, en compagnie des donateurs, le duc Pierre II et la duchesse Anne de Beaujeu, avec leur fille Suzanne. Cette œuvre présente des éléments charnières entre la tradition gothique assez tardive et la Renaissance qui advient.

#### Le Sacré-Cœur de Moulins
Le Sacré-Cœur, place de l'Allier, constitue la première église en France consacrée au Sacré-Cœur de Jésus, achevée vers 1870 après plus 20 ans de travaux de construction. Il est considéré comme l'un des chefs-d'œuvre du courant néogothique par sa composition particulièrement soignée et harmonieuse due au grand architecte Jean-Baptiste-Antoine Lassus.
Comme la cathédrale, l'église possède deux hautes flèches (74 m) qui dominent la place d'Allier, et qui même en étant moins hautes, s'alignent avec celles de la cathédrale, par coïncidence de perspective d'angle de vue depuis l'entrée du Pont Régemortes.

#### Édifices religieux divers
- La chapelle Sainte-Claire est la chapelle de l'ancien monastère des Clarisses, dont le cloître fut percé par l'actuelle rue de la Comédie, possédant une remarquable voûte en bois en forme de carène de bateau renversée[94]. Entre 1797 et 1847, cette chapelle a servi de salle de spectacle, puis a été rendue au culte en 1854[95].
- La chapelle de l'ancien couvent de la Visitation Sainte Marie, rue de Paris (vers 1650) est celle du monastère fondé par la mère de Bréchard, où mourut sainte Jeanne de Chantal en 1641, qui fut jusqu'en 1998 la chapelle du lycée Banville. Elle abrite le mausolée d'Henri II de Montmorency, pair de France, exécuté pour son complot contre le cardinal de Richelieu aux côtés de Gaston d'Orléans. Sa veuve, Marie-Félicie des Ursins, se retire dans ce monastère en 1637 et consacre son influence et sa fortune au rayonnement de ce monastère et à la construction de ce remarquable mausolée, sculpté par Anguier.
- L'église Saint-Pierre, rue Delorme possède un clocher de style « néo-gothique flamboyant » (1901). L'église est en revanche plus ancienne (XVe et XVIe siècles ; l'intérieur fut réaménagé au XVIIe siècle).
- Le beffroi de l'ancien pensionnat Saint-Gilles et sa chapelle, place de l'Hôtel de Ville construit en 1866, possède une haute tour de brique coiffée d'un dôme en zinc couronné par une statue de saint Joseph portant l'Enfant Jésus.
- Le carmel de Moulins et sa chapelle, rue de Paris, de style romano-byzantin de la seconde moitié du XIXe siècle surmontée de coupoles à l'allure orientale ;
- La chapelle du Bon-Pasteur, rue de Decize, désaffectée et devenue lieu d'artisanat et d'expositions ;
- La chapelle de l'hôpital, rue de Paris ;
- La chapelle de l'ancienne institution du Sacré-Cœur, rue de Paris,
- La chapelle de la Maison diocésaine Saint-Paul, rue Colombeau, construite en 2007-2008 ;
- La chapelle, rue Colombeau ;
- La chapelle du nouveau monastère de la Visitation Sainte-Marie, rue Émile-Zola ;
- La chapelle de Nazareth, rue Thonier (les Champins), chapelle rectangulaire construite en béton dans les années 1970 signalée par une croix de bois; chapelle des Sœurs de la communauté fédérale de Jésus Serviteur[96] ;
- La chapelle du pensionnat Notre-Dame, rue du Lycée, aujourd'hui désaffectée et transformée en salle de banquets et de conférences. Gabrielle Chanel fut pensionnaire deux ans dans ce pensionnat ;
- La chapelle Saint-François, rue du Cerf Volant, chapelle aujourd'hui désaffectée transformée en bureaux, tandis que l'ancien couvent est transformé en EHPAD[97] ;
- La chapelle de la Présentation du lycée Saint-Benoît, rue Achille-Roche ;
- La chapelle du lycée Saint-Benoît, place des Halles ;
- Le temple protestant, rue Paul-Bert, est une modeste construction de la fin du XIXe siècle, qui possède un petit clocher en forme de flèche ;
- L'église protestante évangélique, rue Jean-Baron ;
- La salle du royaume des témoins de Jéhovah, rue Denis-Papin.
- L'ancien couvent des Bernardines de Moulins.
- L'ancien couvent des Carmes de Moulins.

### Patrimoine culturel

#### Gastronomie
- La pompe aux grattons, brioche « salée » incorporant les « grattons » issus de la cuisson des viandes de porc, disponible en charcuterie.
- La « pompe à la tartouffe » ou pâté aux pommes de terre, plat traditionnel du vendredi, tourte feuilletée garnie de fines tranches de pommes de terre et de crème fraîche délicatement persillée ; l'usage veut que la crème y soit introduite par un petit orifice percé au centre de son « couvercle » de pâte feuilletée.
- Les viandes de bœuf charolais.
- Les fromages frais (brebis, vache) du pays.
- Les vins régionaux, comme le saint-pourçain.

### Personnalités liées à la commune
Cette liste n'est pas exhaustive :
- Claude de Sainliens (XVIe siècle), érudit français.
- Louise de Lorraine-Vaudémont (1553-1601), Reine de France, épouse d'Henri III, morte au château de Moulins.
- Jeanne de Chantal (1572-1641), Fondatrice de l'Ordre de la Visitation, décédée au couvent de Moulins.
- Étienne Bournier (né vers 1579 à Moulins), avocat et poète.
- Jeanne Charlotte de Bréchard (1580-1637), religieuse, amie de Sainte Chantal, et fondatrice du couvent de la Visitation de Moulins.
- Jules Hardouin-Mansart (1646-1708), premier architecte du roi.
- Jacques Gravier (1651-1708), missionnaire jésuite dans le Nouveau Monde.
- Claude Louis Hector, duc de Villars (1653-1734), maréchal général des camps et armées du roi.
- James Stuart Fitzjames, duc de Berwick (1670-1734), maréchal de France.
- Louis Guillouet, comte d'Orvilliers (1708-1792), amiral.
- Antoine Dauvergne (1713-1797), compositeur français de l’époque baroque né à Moulins le 3 octobre 1713.
- François Lomet  (1728-1802), homme politique né et décédé à Moulins, député aux États généraux de 1789.
- Henri Coiffier (1735-1802), officier de marine et homme politique né à Moulins, député de la noblesse aux États généraux de 1789
- Jean-Joseph Goyard (1738-1807), homme politique né à Moulins, député du tiers état aux États généraux de 1789, député de l'Allier au Conseil des Anciens.
- Jean Bernard Michel de Bellecour (1739-1804), général des armées de la République, né à Moulins.
- Étienne Vidalin (1743-1794), homme politique, député de l'Allier en 1792-1794.
- Sébastien Trochereau de Bouillay (1751-1842), général des armées de la République, y est né et décédé.
- Charles-François du Buysson (1752-1786), officier ayant participé à la Guerre d'Indépendance des États-Unis dans les troupes du général La Fayette. Est décédé dans la commune.
- Pierre-Joseph Vernin (1753-1846), magistrat et un homme politique, député du tiers état aux États généraux, député à la Convention, député de l'Allier au Conseil des Anciens.
- Antoine Gilbert Griffet de Labaume (1756-1805), écrivain et traducteur.
- Pierre Bodelin (1764-1828), général d'Empire.
- Pierre Béraud des Rondards (1783-1850), homme politique né et décédé à Moulins, député de l'Allier.
- Louis Jacques Brunet, professeur d'histoire naturelle, né à Moulins en 1811. Un musée d'Histoire naturelle (pt) porte son nom à Recife (Brésil)[98].
- Laurent-Jules Marlet (1815-1881), artiste peintre, né à Moulins.
- Aimé Laussedat (1819-1907), officier du génie et savant.
- Théodore de Banville (1823-1891), poète.
- Jean-Baptiste Faure (1830-1914), baryton, né à Moulins.
- Eugène Bruel (1834-1908), homme politique, maire de Moulins, député puis sénateur de l'Allier.
- Félix Mathé (1834-1911), homme politique né à Moulins, député de l'Allier de 1883 à 1898.
- Henri Mathé (1837-1907), homme politique né à Moulins, député de la Seine de 1885 à 1893.
- Charles Magner (1838-1893), organiste et compositeur, né à Moulins.
- Francis Pérot (1840-1918), archéologue et historien spécialiste de l'histoire du Bourbonnais.
- Armand Guillaumin (1841-1927), peintre, d'une famille originaire de Moulins, il y passa ses vacances dans son enfance.
- Claude Guillaumin (1842-1927), caricaturiste connu sous le pseudonyme de Pépin.
- Philippe Thomas (géologue) (1843-1910), découvreur des phosphates tunisiens, décédé à Moulins.
- Ernest Olivier (1844-1914), entomologiste et botaniste, né et est mort à Moulins.
- Paul de La Boulaye (1849-1926), peintre qui s'installe à Moulins dans les années 1880. Deux de ses toiles sont exposées au Musée Anne-de-Beaujeu.
- Antoine Meillet (1866-1936), linguiste.
- Alexandre Mathiau (1870-1948), géomètre à Madagascar, entomologiste, né à Moulins.
- Alexandre Zévaès (1873-1953), homme politique né à Moulins, journaliste, avocat pénaliste, écrivain et historien, député de l'Isére.
- Henri Buriot-Darsiles (1875-1944), homme de lettre et traducteur
- Gabrielle Chasnel dite Coco Chanel (1883-1971), créatrice, modiste et styliste. Elle a passé une partie de sa jeunesse à Moulins où elle commença à travailler.
- Pierre Fournier des Corats (1884-1953), sculpteur né à Moulins (Allier), auteur de la Fontaine de l'agriculture (1908), autrefois située place d'Allier, maintenant installée place de la Liberté.
- Marcel Génermont (1891-1983), architecte.
- Hubert Pajot (1896-1986), homme politique né à Moulins, maire de Fontainebleau de 1945 à 1959, sénateur de Seine-et-Marne.
- Albert Bonneau (1898-1967), auteur de romans d'aventures, de cape et d'épée et de westerns.
- Georges Bidault (1899-1983), résistant (successeur, en 1943, de Jean Moulin à la tête du CNR), membre du GPRF, Compagnon de la Libération et leader politique de la lutte clandestine pour l'Algérie française en 1962. Né à Moulins.
- Édith Desternes (1901-2000), artiste-peintre, collaboratrice des Cahiers bourbonnais, repose au cimetière de Moulins.
- Jean Guitton (1901-1999), philosophe et écrivain, membre de l'Académie française, a enseigné la philosophie au lycée Théodore-de-Banville de Moulins entre 1933 et 1937.
- Émile Turlant (1904-2013), doyen masculin des Français d'août 2012 à sa mort le 15 septembre 2013.
- Pierre Tassin de Saint-Péreuse (1910-1995), lieutenant-colonel des Forces aériennes françaises libres, compagnon de la Libération, né à Moulins.
- Marc Juge (1911-1944), commissaire de police et résistant, né à Moulins.
- Simone Léveillé (1919-1984), résistante, officier des services de renseignement, née et morte à Moulins.
- José Berghmans (1921-1992), compositeur de musique.
- Suzy Carrier (1922, Moulins-1959), actrice.
- Jean Cluzel (1923-2020), homme politique, membre de l'Académie des sciences morales et politiques.
- Jacques Morin (1924-1995), résistant pendant la Seconde guerre mondiale, officier de la Légion étrangère. Une rue de Moulins porte son nom.
- Raymonde Moulin (1924-2019), sociologue et historienne de l'art.
- Jean Dupuy (1925-2021), artiste.
- Guy Renne (1925-1990), artiste peintre.
- Pierre Bourdieu (1930-2002), sociologue, a enseigné la philosophie au lycée Théodore-de-Banville entre 1954 et 1955[99]
- Henri Tachan (1939-2023), auteur-compositeur-interprète.
- Richard Bohringer (1942-), acteur.
- Daniel Vigne, réalisateur TV, né le 12 octobre 1942 à Moulins.
- René Duranton (1943-), réalisateur et producteur (Société bourbonnaise de production).
- Yves Simon (1951-), homme politique.
- Alain Urgal (1952-2001), artiste peintre, dessinateur, illustrateur, archéologue.
- Didier Derlich (1965-2000), voyant, astrologue.
- Frédéric Bouraly (1967-), acteur, scénariste, auteur et humoriste.
- Nicolas Chabanne (1969-), entrepreneur, créateur de la marque de produits alimentaires équitables « C’est qui le Patron ?! »
- Stéphane Risacher, joueur international de basket-ball, né le 26 août 1972 à Moulins.
- Samuel Paty (1973-2020), enseignant, né et enterré à Moulins, il fut l'unique victime de l'attentat de Conflans-Sainte-Honorine.
- Vanessa Demouy (1973-), actrice et mannequin.
- Gwladys Nocera (1975-), golfeuse.
- Nicolas Godignon (1975-), entraîneur du CA Brive.
- Yannick Monnet (1975-), député de l'Allier, né à Moulins.
- Olivier Martinaud (1978-), comédien et metteur en scène, ancien élève de l'atelier théâtre municipal et du Lycée Banville
- Carole Juge-Llewellyn (1983-), dirigeante d'entreprise et romancière.
- Angélo Tulik (1990-), coureur cycliste dans l'équipe Europcar.
- Léo-Paul Salmain (1994-), acteur.

### Héraldique
|  | La ville de Moulins porte : D'argent à trois croix ancrées de sable ouvertes du champ en losange ; au chef d'azur chargé de trois fleurs de lys d'or. |